# Liste der Städte und Gemeinden in der Slowakei/S–Ž
Am 31. Dezember 2011 gab es 2891 Gemeinden in der Slowakei. Diese sind in vier folgende Unterartikel gegliedert. Dazu wird der jeweilige Okres und Kraj genannt. Außerdem sind, wenn vorhanden, der deutsche und der ungarische Name vermerkt. Aus verwaltungstechnischer Sicht sind sie den LAU 2 gleichzusetzen.
Die slowakischen Namen bestehen offiziell seit 1920, die deutschen und ungarischen Namen wurden sämtlich in der Zeit zwischen 1773 und 1948/heute verwendet.
Anmerkung: Die Unterartikel werden derzeit sukzessive überarbeitet, bei alten Einträgen können die hier angeführten deutschen und ungarischen Namen zu einem großen Teil künstliche neuzeitliche Ableitungen aus mittelalterlichen Formen, wörtliche Übersetzungen slowakischer und ungarischer Namen (und eventuell sogar falsch) sein. Für die zwischen dem 18. und 20. Jahrhundert noch gebräuchlichen Formen bitte derzeit noch die Liste deutscher Bezeichnungen slowakischer Orte oder die jeweilige Okres-Seite benutzen!
Teil 1  A bis G

Teil 2  H bis Ľ

Teil 3  M bis R

Teil 4  S bis Ž

Übersicht

## S
| Städte und Gemeinden in der Slowakei – S |                                                                                   |                                                |                      |                      | |
| Name                                     | Name                                                                              | Name                                           | Bezirk               | Landschaftsverband   | Bemerkungen |
| slowakisch                               | deutsch                                                                           | ungarisch                                      | Bezirk               | Landschaftsverband   | Bemerkungen |
| Sabinov                                  | Zeben, Zebn                                                                       | Kisszeben                                      | Sabinov              | Prešovský kraj       | bis 1927 slowakisch auch Sobinov                                                                                     |
| Sačurov                                  | –                                                                                 | Szacsúr                                        | Vranov nad Topľou    | Prešovský kraj       | – |
| Sádočné                                  | –                                                                                 | Szádecsne                                      | Považská Bystrica    | Trenčiansky kraj     | – |
| Sady nad Torysou                         | –                                                                                 | –                                              | Košice-okolie        | Košický kraj         | entstand 1964 durch den Zusammenschluss der Gemeinden Byster und Zdoba                                               |
| Salka                                    | –                                                                                 | Ipolyszalka                                    | Nové Zámky           | Nitriansky kraj      | – |
| Santovka                                 | –                                                                                 | Szántó                                         | Levice               | Nitriansky kraj      | – |
| Sap                                      | –                                                                                 | Szap                                           | Dunajská Streda      | Trnavský kraj        | hieß 1948–1990 slowakisch Palkovičovo                                                                                |
| Sása                                     | Sachsa                                                                            | Szásza                                         | Revúca               | Banskobystrický kraj | – |
| Sása                                     | –                                                                                 | Szászpelsőc                                    | Zvolen               | Banskobystrický kraj | – |
| Sasinkovo                                | –                                                                                 | Ság                                            | Hlohovec             | Trnavský kraj        | – |
| Sazdice                                  | –                                                                                 | Százd                                          | Levice               | Nitriansky kraj      | – |
| Sebedín-Bečov                            | –                                                                                 | –                                              | Banská Bystrica      | Banskobystrický kraj | entstand 1964 durch den Zusammenschluss der Gemeinden Sebedín und Bečov                                              |
| Sebedražie                               | Siebenandreas                                                                     | Szebed                                         | Prievidza            | Trenčiansky kraj     | – |
| Sebechleby                               | Siebenbrot, Siebenbrodt                                                           | Szebelléb                                      | Krupina              | Banskobystrický kraj | – |
| Seč                                      | –                                                                                 | Divékszécs                                     | Prievidza            | Trenčiansky kraj     | – |
| Sečianky                                 | –                                                                                 | Ipolyszécsényke                                | Veľký Krtíš          | Banskobystrický kraj | – |
| Sečovce                                  | –                                                                                 | Gálszécs                                       | Trebišov             | Košický kraj         | – |
| Sečovská Polianka                        | –                                                                                 | Szécsmező                                      | Prešov               | Prešovský kraj       | – |
| Sedliacka Dubová                         | –                                                                                 | Parasztdubova                                  | Dolný Kubín          | Žilinský kraj        | – |
| Sedlice                                  | –                                                                                 | Szedlice                                       | Prešov               | Prešovský kraj       | – |
| Sedliská                                 | –                                                                                 | Telekháza                                      | Vranov nad Topľou    | Prešovský kraj       | – |
| Sedmerovec                               | –                                                                                 | Szedmerőc                                      | Ilava                | Trenčiansky kraj     | – |
| Sejkov                                   | –                                                                                 | Székó                                          | Sobrance             | Košický kraj         | – |
| Sekule                                   | Sekeln                                                                            | Székelyfalva                                   | Senica               | Trnavský kraj        | – |
| Selce                                    | –                                                                                 | Szelcse                                        | Banská Bystrica      | Banskobystrický kraj | – |
| Selce                                    | –                                                                                 | Szelenc                                        | Krupina              | Banskobystrický kraj | – |
| Selce                                    | –                                                                                 | Telep                                          | Poltár               | Banskobystrický kraj | – |
| Selec                                    | –                                                                                 | Szelec                                         | Trenčín              | Trenčiansky kraj     | – |
| Selice                                   | –                                                                                 | Szelőce                                        | Šaľa                 | Nitriansky kraj      | – |
| Seľany                                   | –                                                                                 | Szelény                                        | Veľký Krtíš          | Banskobystrický kraj | – |
| Semerovo                                 | –                                                                                 | Komáromszemere                                 | Nové Zámky           | Nitriansky kraj      | – |
| Senec                                    | Wartberg, Walterstorff                                                            | Szenc                                          | Senec                | Bratislavský kraj    | – |
| Seniakovce                               | –                                                                                 | Senyék                                         | Prešov               | Prešovský kraj       | – |
| Senica                                   | Senitz                                                                            | Szenice                                        | Senica               | Trnavský kraj        | – |
| Senné                                    | –                                                                                 | Ungszenna                                      | Michalovce           | Košický kraj         | – |
| Senné                                    | –                                                                                 | Nógrádszenna                                   | Veľký Krtíš          | Banskobystrický kraj | – |
| Senohrad                                 | –                                                                                 | Szénavár                                       | Krupina              | Banskobystrický kraj | – |
| Seňa                                     | Schena                                                                            | Abaújszina                                     | Košice-okolie        | Košický kraj         | hieß bis 1927 slowakisch Šeňa                                                                                        |
| Sereď                                    | –                                                                                 | Szered                                         | Galanta              | Trnavský kraj        | hieß bis 1954 slowakisch Sered, deutscher Name nicht eindeutig belegbar                                              |
| Sielnica                                 | –                                                                                 | Szielnic                                       | Zvolen               | Banskobystrický kraj | – |
| Sihelné                                  | –                                                                                 | Szihelne                                       | Námestovo            | Žilinský kraj        | – |
| Sihla                                    | Siegelglashütte                                                                   | Szikla                                         | Brezno               | Banskobystrický kraj | – |
| Sikenica                                 | –                                                                                 | –                                              | Levice               | Nitriansky kraj      | entstand 1960 durch den Zusammenschluss der Gemeinden Trhyňa und Veľký Pesek                                         |
| Sikenička                                | –                                                                                 | Kisgyarmat                                     | Nové Zámky           | Nitriansky kraj      | – |
| Siladice                                 | Siladitz                                                                          | Szilád                                         | Hlohovec             | Trnavský kraj        | – |
| Silica                                   | –                                                                                 | Szilice                                        | Rožňava              | Košický kraj         | – |
| Silická Brezová                          | –                                                                                 | Szádvárborsa                                   | Rožňava              | Košický kraj         | – |
| Silická Jablonica                        | –                                                                                 | Jablonca                                       | Rožňava              | Košický kraj         | – |
| Sirk                                     | –                                                                                 | Szirk                                          | Revúca               | Banskobystrický kraj | – |
| Sirník                                   | –                                                                                 | Szürnyeg                                       | Trebišov             | Košický kraj         | – |
| Skačany                                  | –                                                                                 | Szkacsány                                      | Partizánske          | Trenčiansky kraj     | – |
| Skalica                                  | Skalitz                                                                           | Szakolca                                       | Skalica              | Trnavský kraj        | – |
| Skalité                                  | –                                                                                 | Sziklaszoros                                   | Čadca                | Žilinský kraj        | – |
| Skalka nad Váhom                         | –                                                                                 | –                                              | Trenčín              | Trenčiansky kraj     | entstand 1973 durch den Zusammenschluss der Gemeinden Skala, Skalská Nová Ves und Újazd                              |
| Skároš                                   | –                                                                                 | Eszkáros                                       | Košice-okolie        | Košický kraj         | – |
| Skerešovo                                | –                                                                                 | Szkáros                                        | Revúca               | Banskobystrický kraj | – |
| Sklabiná                                 | –                                                                                 | Kürtabony                                      | Veľký Krtíš          | Banskobystrický kraj | – |
| Sklabinský Podzámok                      | –                                                                                 | Szklabinyaváralja                              | Martin               | Žilinský kraj        | – |
| Sklabiňa                                 | –                                                                                 | Szklabinya                                     | Martin               | Žilinský kraj        | – |
| Sklené                                   | Glaserhay, Glaserhau, Glaserhütte                                                 | Turócnémeti                                    | Turčianske Teplice   | Žilinský kraj        | hieß bis 1927 Skleno/Sklenô                                                                                          |
| Sklené Teplice                           | Glashütten, Glashütte, Glaserhau                                                  | Szklenófürdó                                   | Žiar nad Hronom      | Banskobystrický kraj | – |
| Skrabské                                 | –                                                                                 | Tapolymogyorós                                 | Vranov nad Topľou    | Prešovský kraj       | – |
| Skýcov                                   | –                                                                                 | Kicő                                           | Zlaté Moravce        | Nitriansky kraj      | – |
| Sládkovičovo                             | Diosek                                                                            | Diószeg                                        | Galanta              | Trnavský kraj        | hieß bis 1948 slowakisch Diosek                                                                                      |
| Slančík                                  | –                                                                                 | Kisszalánc                                     | Košice-okolie        | Košický kraj         | – |
| Slanec                                   | –                                                                                 | Nagyszalánc                                    | Košice-okolie        | Košický kraj         | – |
| Slanská Huta                             | –                                                                                 | Szalánchuta                                    | Košice-okolie        | Košický kraj         | – |
| Slanské Nové Mesto                       | –                                                                                 | Szaláncújváros                                 | Košice-okolie        | Košický kraj         | – |
| Slaská                                   | Leskowitz                                                                         | Mogyorómál                                     | Žiar nad Hronom      | Banskobystrický kraj | – |
| Slatina                                  | –                                                                                 | Szalatnya                                      | Levice               | Nitriansky kraj      | – |
| Slatina nad Bebravou                     | –                                                                                 | Felsőszalatna                                  | Bánovce nad Bebravou | Trenčiansky kraj     | – |
| Slatinka nad Bebravou                    | –                                                                                 | Alsószalatna                                   | Bánovce nad Bebravou | Trenčiansky kraj     | – |
| Slatinské Lazy                           | –                                                                                 | Szalatnairtvány                                | Detva                | Banskobystrický kraj | 1930 aus der Gemeinde Zvolenská Slatina ausgegliedert                                                                |
| Slatvina                                 | Salzbrunn                                                                         | Szlatvin                                       | Spišská Nová Ves     | Košický kraj         | – |
| Slavec                                   | Salotz                                                                            | Szalóc                                         | Rožňava              | Košický kraj         | – |
| Slavkovce                                | –                                                                                 | Szalók                                         | Michalovce           | Košický kraj         | – |
| Slávnica                                 | –                                                                                 | Szalonca                                       | Ilava                | Trenčiansky kraj     | – |
| Slavoška                                 | Kleinslawsdorf, Kleinslabosch                                                     | Kisszabos                                      | Rožňava              | Košický kraj         | – |
| Slavošovce                               | Großslawsdorf, Slawsdorf, Großslabosch                                            | Nagyszabos                                     | Rožňava              | Košický kraj         | – |
| Slepčany                                 | Sleptschan                                                                        | Szelepcsény                                    | Zlaté Moravce        | Nitriansky kraj      | – |
| Sliač                                    | –                                                                                 | –                                              | Zvolen               | Banskobystrický kraj | entstand 1960 durch den Zusammenschluss der Orte Hájniky und Rybáre                                                  |
| Sliepkovce                               | –                                                                                 | Dénesújfalu                                    | Michalovce           | Košický kraj         | – |
| Slivník                                  | –                                                                                 | Szilvásújfalu                                  | Trebišov             | Košický kraj         | – |
| Slizké                                   | –                                                                                 | Szeleste                                       | Rimavská Sobota      | Banskobystrický kraj | – |
| Slopná                                   | –                                                                                 | Szolopna                                       | Považská Bystrica    | Trenčiansky kraj     | – |
| Slovany                                  | Schloben                                                                          | Turóctótfalu                                   | Martin               | Žilinský kraj        | – |
| Slovenská Kajňa                          | –                                                                                 | Alsónyírjes                                    | Vranov nad Topľou    | Prešovský kraj       | – |
| Slovenská Ľupča                          | Slowakisch-Liptsch, Böhmisch-Luptsch                                              | Zólyomlipcse                                   | Banská Bystrica      | Banskobystrický kraj | – |
| Slovenská Nová Ves                       | Slowakisch-Neudorf, Neudorf                                                       | Vedrődújfalu                                   | Trnava               | Trnavský kraj        | – |
| Slovenská Ves                            | Windschendorf                                                                     | Szepestótfalu                                  | Kežmarok             | Prešovský kraj       | – |
| Slovenská Volová                         | –                                                                                 | Kisökrös                                       | Humenné              | Prešovský kraj       | – |
| Slovenské Ďarmoty                        | –                                                                                 | Tótgyarmat                                     | Veľký Krtíš          | Banskobystrický kraj | war bis 1920 ein Teil der ungarischen Stadt Balassagyarmat                                                           |
| Slovenské Kľačany                        | –                                                                                 | Tótkelecsény                                   | Veľký Krtíš          | Banskobystrický kraj | – |
| Slovenské Krivé                          | –                                                                                 | Görbény                                        | Humenné              | Prešovský kraj       | – |
| Slovenské Nové Mesto                     | Slowakisch-Neustadt                                                               | Kisújhely                                      | Trebišov             | Košický kraj         | war bis 1920 ein Teil der ungarischen Stadt Sátoraljaújhely (Neustadt am Zeltberg)                                   |
| Slovenské Pravno                         | Windischproben, Windischprona                                                     | Tótpróna                                       | Turčianske Teplice   | Žilinský kraj        | – |
| Slovenský Grob                           | Slowakisch-Eisgrub, Böhmisch-(Eis)Grub, Schlowakisch-Weisgrab, Slawisch-Weissgrob | Tótgurab                                       | Pezinok              | Bratislavský kraj    | – |
| Slovinky                                 | (Unter-/Ober-)Höfen                                                               | (Alsó-/Felső-)Szalánk                          | Spišská Nová Ves     | Košický kraj         | entstand 1944 durch die Vereinigung der Orte Nižné Slovinky und Vyšné Slovinky                                       |
| Sľažany                                  | (Groß-/Klein-)Slasan                                                              | (Alsó-/Felső-)Szelezsény                       | Zlaté Moravce        | Nitriansky kraj      | entstand 1960 durch die Vereinigung der Orte Dolné Sľažany und Horné Sľažany                                         |
| Smilno                                   | –                                                                                 | Szemelnye                                      | Bardejov             | Prešovský kraj       | – |
| Smižany                                  | Schmögen, Schmegen                                                                | Szepessümeg                                    | Spišská Nová Ves     | Košický kraj         | – |
| Smolenice                                | Smolenitz                                                                         | Szomolány                                      | Trnava               | Trnavský kraj        | – |
| Smolinské                                | –                                                                                 | Szomolánka                                     | Senica               | Trnavský kraj        | – |
| Smolnícka Huta                           | Schmöllnitz(er)hütte                                                              | Szomolnokhuta                                  | Gelnica              | Košický kraj         | – |
| Smolník                                  | Schmöllnitz, Schmölnitz                                                           | Szomolnok                                      | Gelnica              | Košický kraj         | – |
| Smrdáky                                  | –                                                                                 | Büdöskő                                        | Senica               | Trnavský kraj        | – |
| Smrečany                                 | –                                                                                 | Szmrecsán                                      | Liptovský Mikuláš    | Žilinský kraj        | – |
| Snakov                                   | –                                                                                 | Szánkó                                         | Bardejov             | Prešovský kraj       | – |
| Snežnica                                 | –                                                                                 | Havas                                          | Kysucké Nové Mesto   | Žilinský kraj        | – |
| Snina                                    | Snina                                                                             | Szinna                                         | Snina                | Prešovský kraj       | – |
| Soblahov                                 | Soblahof                                                                          | Cobolyfalu                                     | Trenčín              | Trenčiansky kraj     | – |
| Soboš                                    | –                                                                                 | Szobos                                         | Svidník              | Prešovský kraj       | – |
| Sobotište                                | Sobotischt                                                                        | Ószombat                                       | Senica               | Trnavský kraj        | – |
| Sobrance                                 | Sobranz                                                                           | Szobránc                                       | Sobrance             | Košický kraj         | – |
| Socovce                                  | –                                                                                 | Szocóc                                         | Martin               | Žilinský kraj        | – |
| Sokolce                                  | –                                                                                 | Lakszakállas                                   | Komárno              | Nitriansky kraj      | – |
| Sokolovce                                | –                                                                                 | Sockolowetz                                    | Piešťany             | Trnavský kraj        | – |
| Sokoľ                                    | –                                                                                 | Hernádszokoly                                  | Košice-okolie        | Košický kraj         | – |
| Sokoľany                                 | –                                                                                 | Abaújszakaly                                   | Košice-okolie        | Košický kraj         | – |
| Solčany                                  | –                                                                                 | Szolcsány                                      | Topoľčany            | Nitriansky kraj      | – |
| Solčianky                                | –                                                                                 | Szolcsányka                                    | Topoľčany            | Nitriansky kraj      | – |
| Sološnica                                | Breitenbrunn                                                                      | Széleskút                                      | Malacky              | Bratislavský kraj    | – |
| Soľ                                      | –                                                                                 | Sókút                                          | Vranov nad Topľou    | Prešovský kraj       | – |
| Soľnička                                 | –                                                                                 | Szolnocska                                     | Trebišov             | Košický kraj         | – |
| Soľník                                   | –                                                                                 | Szálnok                                        | Stropkov             | Prešovský kraj       | – |
| Somotor                                  | –                                                                                 | Szomotor                                       | Trebišov             | Košický kraj         | – |
| Sopkovce                                 | –                                                                                 | Szopkóc                                        | Humenné              | Prešovský kraj       | |
| Spišská Belá                             | Zipser Bela                                                                       | Szepesbéla                                     | Kežmarok             | Prešovský kraj       | – |
| Spišská Nová Ves                         | (Zipser) Neu(en)dorf                                                              | Igló                                           | Spišská Nová Ves     | Košický kraj         | – |
| Spišská Stará Ves                        | Altendorf, Altdorf                                                                | Szepesófalu                                    | Kežmarok             | Prešovský kraj       | – |
| Spišská Teplica                          | Teplitz                                                                           | Szepestapolca                                  | Poprad               | Prešovský kraj       | – |
| Spišské Bystré                           | Kuhbach                                                                           | Hernádfalu                                     | Poprad               | Prešovský kraj       | – |
| Spišské Hanušovce                        | Henschau, Hänschau, Hannsdorf                                                     | Hanusfalva                                     | Kežmarok             | Prešovský kraj       | – |
| Spišské Podhradie                        | Kirchdrauf                                                                        | Szepesváralja                                  | Levoča               | Prešovský kraj       | – |
| Spišské Tomášovce                        | Tomsdorf                                                                          | Szepestamásfalva                               | Spišská Nová Ves     | Košický kraj         | hieß bis 1927 slowakisch nur Tomášovce                                                                               |
| Spišské Vlachy                           | Wallendorf                                                                        | Szepesolaszi                                   | Spišská Nová Ves     | Košický kraj         | – |
| Spišský Hrhov                            | Gorg, Gorgau, Garg                                                                | Görgő                                          | Levoča               | Prešovský kraj       | – |
| Spišský Hrušov                           | Birndorf, Grausch                                                                 | Szepeskörtvélyes                               | Spišská Nová Ves     | Košický kraj         | – |
| Spišský Štiavnik                         | Schawnig, Schafing                                                                | Savnik                                         | Poprad               | Prešovský kraj       | – |
| Spišský Štvrtok                          | Donnersmarkt                                                                      | Csütörtökhely                                  | Levoča               | Prešovský kraj       | – |
| Stakčín                                  | –                                                                                 | Takcsány                                       | Snina                | Prešovský kraj       | – |
| Stakčínska Roztoka                       | –                                                                                 | Zuhatag, bis 1902 & 1939–1945 Stakcsinrosztoka | Snina                | Prešovský kraj       | – |
| Stanča                                   | –                                                                                 | Isztáncs                                       | Trebišov             | Košický kraj         | – |
| Stankovany                               | –                                                                                 | Sztankován                                     | Ružomberok           | Žilinský kraj        | – |
| Stankovce                                | –                                                                                 | Sztankóc                                       | Trebišov             | Košický kraj         | – |
| Stará Bašta                              | –                                                                                 | Óbást                                          | Rimavská Sobota      | Banskobystrický kraj | – |
| Stará Bystrica                           | –                                                                                 | Óbeszterce                                     | Čadca                | Žilinský kraj        | – |
| Stará Halič                              | –                                                                                 | Gácsfalu                                       | Lučenec              | Banskobystrický kraj | – |
| Stará Huta                               | –                                                                                 | Divényhuta                                     | Detva                | Banskobystrický kraj | – |
| Stará Kremnička                          | Altkremnitz                                                                       | Ókörmöcke                                      | Žiar nad Hronom      | Banskobystrický kraj | – |
| Stará Lehota                             | Altlehota                                                                         | Szentmiklósvölgye                              | Nové Mesto nad Váhom | Trenčiansky kraj     | – |
| Stará Lesná                              | Altwalddorf                                                                       | Felsőerdőfalva                                 | Kežmarok             | Prešovský kraj       | – |
| Stará Ľubovňa                            | Lublau, Altlublau, Iblau                                                          | Ólubló                                         | Stará Ľubovňa        | Prešovský kraj       | – |
| Stará Myjava                             | Altmiawa                                                                          | Ómiava                                         | Myjava               | Trenčiansky kraj     | wurde 1955 aus der Stadt Myjava ausgegliedert                                                                        |
| Stará Turá                               | Altturn                                                                           | Ótura                                          | Nové Mesto nad Váhom | Trenčiansky kraj     | – |
| Stará Voda                               | Altwasser                                                                         | Óvíz                                           | Gelnica              | Košický kraj         | – |
| Staré                                    | –                                                                                 | Sztára                                         | Michalovce           | Košický kraj         | – |
| Staré Hory                               | Altgebirg(e), Altarberg, Alt-Gebürg                                               | Óhegy                                          | Banská Bystrica      | Banskobystrický kraj | – |
| Starina                                  | –                                                                                 | Poprádófalu                                    | Stará Ľubovňa        | Prešovský kraj       | – |
| Starý Hrádok                             | –                                                                                 | Kisóvár                                        | Levice               | Nitriansky kraj      | – |
| Starý Tekov                              | Bersenberg, Altbersenburg, Altbarsch                                              | Óbars                                          | Levice               | Nitriansky kraj      | – |
| Staškov                                  | –                                                                                 | Szaniszlófalva                                 | Čadca                | Žilinský kraj        | – |
| Staškovce                                | –                                                                                 | (Kis-/Nagy-)Tavas                              | Stropkov             | Prešovský kraj       | war 1863–1960 in Malé Staškovce und Veľké Staškovce aufgeteilt                                                       |
| Stebnícka Huta                           | Glashütte(n)                                                                      | Esztebnekhuta                                  | Bardejov             | Prešovský kraj       | – |
| Stebník                                  | Stebnik, Deutschschebnik                                                          | Ezstebnek                                      | Bardejov             | Prešovský kraj       | – |
| Stožok                                   | –                                                                                 | Dombszög                                       | Detva                | Banskobystrický kraj | – |
| Stráne pod Tatrami                       | Forberg, Vorberg                                                                  | Tátraalja                                      | Kežmarok             | Prešovský kraj       | hieß bis 1948 Folvarky                                                                                               |
| Stránska                                 | –                                                                                 | Oldalfalva                                     | Rimavská Sobota      | Banskobystrický kraj | – |
| Stránske                                 | –                                                                                 | Alsóosztorány, bis 1907 Sztránszké             | Žilina               | Žilinský kraj        | – |
| Stráňany                                 | Vorwerk, Folwark                                                                  | Nagymajor                                      | Stará Ľubovňa        | Prešovský kraj       | – |
| Stráňavy                                 | Straniau                                                                          | Felsőosztorány, bis 1907 Sztrányavi            | Žilina               | Žilinský kraj        | – |
| Stratená                                 | Verlorenseifen                                                                    | Sztracena                                      | Rožňava              | Košický kraj         | – |
| Stráža                                   | –                                                                                 | Nemesőr                                        | Žilina               | Žilinský kraj        | – |
| Strážne                                  | –                                                                                 | Örös                                           | Trebišov             | Košický kraj         | – |
| Strážske                                 | Straschke                                                                         | Örmezö                                         | Michalovce           | Košický kraj         | hieß bis 1927 slowakisch Stražské                                                                                    |
| Strečno                                  | –                                                                                 | Sztrecsény                                     | Žilina               | Žilinský kraj        | – |
| Streda nad Bodrogom                      | –                                                                                 | Bodrogszerdahely                               | Trebišov             | Košický kraj         | – |
| Stredné Plachtince                       | Mitterplachtintz                                                                  | Középpalojta                                   | Veľký Krtíš          | Banskobystrický kraj | – |
| Strekov                                  | –                                                                                 | Kürt                                           | Nové Zámky           | Nitriansky kraj      | – |
| Strelníky                                | Scheibe                                                                           | Sebő                                           | Banská Bystrica      | Banskobystrický kraj | – |
| Stretava                                 | –                                                                                 | Nagyszeretva                                   | Michalovce           | Košický kraj         | – |
| Stretavka                                | –                                                                                 | Kisszeretva                                    | Michalovce           | Košický kraj         | – |
| Streženice                               | –                                                                                 | Kebeles                                        | Púchov               | Trenčiansky kraj     | – |
| Strihovce                                | –                                                                                 | Szirtes                                        | Snina                | Prešovský kraj       | – |
| Stročín                                  | –                                                                                 | Szorocsány                                     | Svidník              | Prešovský kraj       | – |
| Stropkov                                 | Stropko                                                                           | Sztropkó                                       | Stropkov             | Prešovský kraj       | – |
| Studená                                  | –                                                                                 | Medveshidegkút                                 | Rimavská Sobota      | Banskobystrický kraj | – |
| Studenec                                 | Kohlbach, Kolbach, Kalderbach                                                     | Hidegpatak                                     | Levoča               | Prešovský kraj       | – |
| Studienka                                | Hausbrunn                                                                         | Szentistvánkút                                 | Malacky              | Bratislavský kraj    | hieß bis 1948 slowakisch Hasprunka                                                                                   |
| Stuľany                                  | –                                                                                 | Varjufalva                                     | Bardejov             | Prešovský kraj       | – |
| Stupava                                  | Stampfen, Stompfen                                                                | Stomfa                                         | Malacky              | Bratislavský kraj    | – |
| Stupné                                   | –                                                                                 | Osztopna                                       | Považská Bystrica    | Trenčiansky kraj     | – |
| Sučany                                   | –                                                                                 | Szucsány                                       | Martin               | Žilinský kraj        | – |
| Sudince                                  | Sedimitz                                                                          | Ősöd                                           | Krupina              | Banskobystrický kraj | – |
| Súdovce                                  | Sudowatz                                                                          | Szúd                                           | Krupina              | Banskobystrický kraj | – |
| Suchá Dolina                             | –                                                                                 | Szárazvölgy                                    | Prešov               | Prešovský kraj       | – |
| Suchá Hora                               | –                                                                                 | Szuchahora                                     | Tvrdošín             | Žilinský kraj        | – |
| Suchá nad Parnou                         | Dürnbach, Dürrenbach, Dirnbach                                                    | Szárazpatak                                    | Trnava               | Trnavský kraj        | – |
| Sucháň                                   | –                                                                                 | Szuhány                                        | Veľký Krtíš          | Banskobystrický kraj | – |
| Suché                                    | –                                                                                 | Zemplénszuha                                   | Michalovce           | Košický kraj         | – |
| Suché Brezovo                            | –                                                                                 | Száraznyírjes                                  | Veľký Krtíš          | Banskobystrický kraj | – |
| Suchohrad                                | Dimburg, Dürnburg, Dirnburg, Dimberg                                              | Dimvár                                         | Malacky              | Bratislavský kraj    | hieß bis 1948 slowakisch Dimburk                                                                                     |
| Sukov                                    | –                                                                                 | Szukó                                          | Medzilaborce         | Prešovský kraj       | – |
| Sulín                                    | Sulm                                                                              | Szulin                                         | Stará Ľubovňa        | Prešovský kraj       | entstand 1960 durch den Zusammenschluss der Ort Malý Sulín und Veľký Sulín                                           |
| Súlovce                                  | Sulowitz                                                                          | Szulóc                                         | Topoľčany            | Nitriansky kraj      | – |
| Súľov-Hradná                             | –                                                                                 | Szulyóváralja                                  | Bytča                | Žilinský kraj        | entstand nach 1895 aus den Orten Hradná und Súľov                                                                    |
| Sušany                                   | –                                                                                 | Susány                                         | Poltár               | Banskobystrický kraj | – |
| Sútor                                    | –                                                                                 | Szútor                                         | Rimavská Sobota      | Banskobystrický kraj | – |
| Svätá Mária                              | –                                                                                 | Bodrogszentmária, 1943–1948 Szentmáriafölde    | Trebišov             | Košický kraj         | hieß 1948–1960 slowakisch Svätá Mária pri Bodrogu, 1960–1990 Bodrog                                                  |
| Svätoplukovo                             | –                                                                                 | Salgó                                          | Nitra                | Nitriansky kraj      | – |
| Svätuš                                   | –                                                                                 | Szenteske                                      | Sobrance             | Košický kraj         | – |
| Svätuše                                  | –                                                                                 | Bodrogszentes                                  | Trebišov             | Košický kraj         | – |
| Svätý Anton                              | Sankt Anton in der Au, Au                                                         | Szentantal                                     | Banská Štiavnica     | Banskobystrický kraj | – |
| Svätý Jur                                | Sankt Georgen                                                                     | Szentgyörgy                                    | Pezinok              | Bratislavský kraj    | hieß von 1960 bis 1990 slowakisch Jur pri Bratislave                                                                 |
| Svätý Kríž                               | –                                                                                 | Szentkereszt                                   | Liptovský Mikuláš    | Žilinský kraj        | nach 1882 durch den Zusammenschluss mehrerer Ortschaften entstanden                                                  |
| Svätý Peter                              | Sankt Peter                                                                       | Komáromszentpéter                              | Komárno              | Nitriansky kraj      | – |
| Svederník                                | –                                                                                 | Szedernye                                      | Žilina               | Žilinský kraj        | – |
| Sverepec                                 | –                                                                                 | Lejtős                                         | Považská Bystrica    | Trenčiansky kraj     | – |
| Sveržov                                  | –                                                                                 | Ferzsó                                         | Bardejov             | Prešovský kraj       | – |
| Svetlice                                 | –                                                                                 | Világ                                          | Medzilaborce         | Prešovský kraj       | – |
| Svidnička                                | –                                                                                 | Kisfagyalos                                    | Svidník              | Prešovský kraj       | – |
| Svidník                                  | –                                                                                 | –                                              | Svidník              | Prešovský kraj       | entstand 1944 durch Zusammenschluss der Orte Nižný Svidník und Výšný Svidník                                         |
| Svinia                                   | –                                                                                 | Szinye                                         | Prešov               | Prešovský kraj       | – |
| Svinica                                  | Swinitz                                                                           | Petőszinye                                     | Košice-okolie        | Košický kraj         | – |
| Svinice                                  | –                                                                                 | Szinyér                                        | Trebišov             | Košický kraj         | – |
| Svinná                                   | –                                                                                 | Bercsény                                       | Trenčín              | Trenčiansky kraj     | – |
| Svit                                     | –                                                                                 | –                                              | Poprad               | Prešovský kraj       | entstand 1934 als Teil des Ortes Veľká und ist seit 1946 selbstständig                                               |
| Svodín                                   | Seldin                                                                            | Szőgyén                                        | Nové Zámky           | Nitriansky kraj      | entstand 1925 durch den Zusammenschluss der Orte Maďarský Seldín und Nemecký Seldín, hieß bis 1948 slowakisch Seldín |
| Svrbice                                  | –                                                                                 | Szerbőc                                        | Topoľčany            | Nitriansky kraj      | – |
| Svrčinovec                               | –                                                                                 | Fenyvesszoros                                  | Čadca                | Žilinský kraj        | – |

## Š
| Städte und Gemeinden in der Slowakei – Š |                                          |                        |                      |                      | |   |
| Name                                     | Name                                     | Name                   | Bezirk               | Landschaftsverband   | Bemerkungen |   |
| slowakisch                               | deutsch                                  | ungarisch              | Bezirk               | Landschaftsverband   | Bemerkungen |   |
| Šahy                                     | Eipelschlag                              | Ipolyság               | Levice               | Nitriansky kraj      | hieß bis 1927 slowakisch Ipolské Šiahy                                                                                |   |
| Šajdíkove Humence                        | –                                        | Sajdikhumenec          | Senica               | Trnavský kraj        | wurde 1926 aus der Gemeinde Borský Peter, heute ein Teil von Borský Mikuláš ausgegliedert                             | – |
| Šalgočka                                 | –                                        | Salgócska              | Galanta              | Trnavský kraj        | – |   |
| Šalgovce                                 | Salgowitz                                | Tótsók                 | Topoľčany            | Nitriansky kraj      | |   |
| Šalov                                    | –                                        | Garamsalló             | Levice               | Nitriansky kraj      | – |   |
| Šaľa                                     | Schala, Schelle                          | Vágsellye              | Šaľa                 | Nitriansky kraj      | hieß bis 1927 slowakisch Šaľa nad Váhom/Šaly                                                                          |   |
| Šambron                                  | Schönbrunn                               | Feketekút              | Stará Ľubovňa        | Prešovský kraj       | – |   |
| Šamorín                                  | Sommerein                                | Somorja                | Dunajská Streda      | Trnavský kraj        | hieß bis 1927 slowakisch Šamorýn                                                                                      |   |
| Šamudovce                                | –                                        | Sámogy                 | Michalovce           | Košický kraj         | – |   |
| Šandal                                   | –                                        | Sandal                 | Stropkov             | Prešovský kraj       | – |   |
| Šarbov                                   | –                                        | Sarbó                  | Svidník              | Prešovský kraj       | – |   |
| Šarišská Poruba                          | –                                        | Kapivágása             | Prešov               | Prešovský kraj       | – |   |
| Šarišská Trstená                         | –                                        | Nádfő                  | Prešov               | Prešovský kraj       | – |   |
| Šarišské Bohdanovce                      | –                                        | Sárosbogdány           | Prešov               | Prešovský kraj       | – |   |
| Šarišské Čierne                          | –                                        | Csarnó                 | Bardejov             | Prešovský kraj       | – |   |
| Šarišské Dravce                          | –                                        | Daróc                  | Sabinov              | Prešovský kraj       | – |   |
| Šarišské Jastrabie                       | –                                        | Felsőkánya             | Stará Ľubovňa        | Prešovský kraj       | – |   |
| Šarišské Michaľany                       | –                                        | Szentmihályfalva       | Sabinov              | Prešovský kraj       | – |   |
| Šarišské Sokolovce                       | –                                        | Tótselymes             | Sabinov              | Prešovský kraj       | – |   |
| Šarišský Štiavnik                        | –                                        | Sósfüred               | Svidník              | Prešovský kraj       | – |   |
| Šarkan                                   | –                                        | Sárkányfalva           | Nové Zámky           | Nitriansky kraj      | – |   |
| Šarovce                                  | –                                        | Barssáró               | Levice               | Nitriansky kraj      | entstand 1943 durch den Zusammenschluss der Orte Malé Šarovce und Veľké Šarovce                                       |   |
| Šašová                                   | –                                        | Sasó                   | Bardejov             | Prešovský kraj       | – |   |
| Šaštín-Stráže                            | –                                        | –                      | Senica               | Trnavský kraj        | entstand 1960 durch Zusammenschluss der Orte Stráže nad Myjavou und Šaštín, hieß bis 1971 slowakisch Šaštínske Stráže |   |
| Šávoľ                                    | –                                        | Füleksávoly            | Lučenec              | Banskobystrický kraj | – |   |
| Šelpice                                  | Schelpitz, Schellendorf                  | Selpőc                 | Trnava               | Trnavský kraj        | – |   |
| Šemetkovce                               | –                                        | Szemes                 | Svidník              | Prešovský kraj       | – |   |
| Šemša                                    | –                                        | Semse                  | Košice-okolie        | Košický kraj         | – |   |
| Šenkvice                                 | (Klein-/Groß-)Schenkwitz, Schenkowitz    | (Kis-/Nagy-)Senkőc     | Pezinok              | Bratislavský kraj    | entstand 1964 durch den Zusammenschluss der Orte Malé Čaníkovce und Veľké Čaníkovce                                   |   |
| Šiatorská Bukovinka                      | –                                        | Sátorosbánya           | Lučenec              | Banskobystrický kraj | wurde 1960 aus der Gemeinde Radzovce ausgegliedert                                                                    |   |
| Šiba                                     | Scheibe                                  | Szekcsőalja            | Bardejov             | Prešovský kraj       | – |   |
| Šíd                                      | –                                        | Gömörsid               | Lučenec              | Banskobystrický kraj | – |   |
| Šimonovce                                | –                                        | Rimasimonyi            | Rimavská Sobota      | Banskobystrický kraj | – |   |
| Šindliar                                 | Senglerdorf, Schingler                   | Singlér                | Prešov               | Prešovský kraj       | – |   |
| Šintava                                  | Schintau, Schindau                       | Sempte                 | Galanta              | Trnavský kraj        | – |   |
| Šípkov                                   | –                                        | Báncsipkés             | Bánovce nad Bebravou | Trenčiansky kraj     | – |   |
| Šípkové                                  | –                                        | Csipkés                | Piešťany             | Trnavský kraj        | – |   |
| Širákov                                  | –                                        | Sirák                  | Veľký Krtíš          | Banskobystrický kraj | – |   |
| Širkovce                                 | –                                        | Serke                  | Rimavská Sobota      | Banskobystrický kraj | – |   |
| Široké                                   | –                                        | Siroka                 | Prešov               | Prešovský kraj       | – |   |
| Šišov                                    | –                                        | Sissó                  | Bánovce nad Bebravou | Trenčiansky kraj     | – |   |
| Šivetice                                 | Suwetitz                                 | Süvete                 | Revúca               | Banskobystrický kraj | – |   |
| Šmigovec                                 | –                                        | Sugó                   | Snina                | Prešovský kraj       | – |   |
| Šoltýska                                 | –                                        | Újantalfalva           | Poltár               | Banskobystrický kraj | – |   |
| Šoporňa                                  | –                                        | Sopornya               | Galanta              | Trnavský kraj        | – |   |
| Špačince                                 | Spatzing, Spatznitz                      | Ispáca                 | Trnava               | Trnavský kraj        | – |   |
| Špania Dolina                            | Herrengrund                              | Úrvölgy                | Banská Bystrica      | Banskobystrický kraj | hieß bis 1927 auch Baňa                                                                                               |   |
| Španie Pole                              | –                                        | Gömörispánmező         | Rimavská Sobota      | Banskobystrický kraj | – |   |
| Šrobárová                                | –                                        | Srobárfalva            | Komárno              | Nitriansky kraj      | wurde 1926 aus der Gemeinde Marcelová ausgegliedert                                                                   |   |
| Štefanov                                 | –                                        | Csépánfalva            | Senica               | Trnavský kraj        | – |   |
| Štefanov nad Oravou                      | –                                        | –                      | Tvrdošín             | Žilinský kraj        | entstand 1968 durch den Zusammenschluss der Gemeinden Dolný Štefanov und Horný Štefanov                               |   |
| Štefanová                                | Stephansdorf, Steffelsdorf, Steffanowetz | Istvánkirályfalva      | Pezinok              | Bratislavský kraj    | – |   |
| Štefanovce                               | –                                        | Istvánvágás            | Prešov               | Prešovský kraj       | – |   |
| Štefanovce                               | –                                        | Istvántelke            | Vranov nad Topľou    | Prešovský kraj       | – |   |
| Štefanovičová                            | –                                        | Tarány                 | Nitra                | Nitriansky kraj      | entstand 1935 aus Teilen der Gemeinde Komjatice und Mojmírovce                                                        |   |
| Štefurov                                 | –                                        | Istvánd                | Svidník              | Prešovský kraj       | – |   |
| Šterusy                                  | –                                        | Cseterőc               | Piešťany             | Trnavský kraj        | – |   |
| Štiavnické Bane                          | Siegelsberg, Perg                        | Hegybánya              | Banská Štiavnica     | Banskobystrický kraj | – |   |
| Štiavnička                               | –                                        | Kisselmec              | Ružomberok           | Žilinský kraj        | – |   |
| Štiavnik                                 | –                                        | Trencsénselmec         | Bytča                | Žilinský kraj        | – |   |
| Štitáre                                  | –                                        | Alsócsitár             | Nitra                | Nitriansky kraj      | – |   |
| Štítnik                                  | Schittnich                               | Csetnek                | Rožňava              | Košický kraj         | – |   |
| Štós                                     | Stoß, Stoos                              | Stósz                  | Košice-okolie        | Košický kraj         | – |   |
| Štôla                                    | Stollen                                  | Stóla                  | Poprad               | Prešovský kraj       | – |   |
| Štrba                                    | Tschirm, Tschirben, Hochwald             | Csorba                 | Poprad               | Prešovský kraj       | – |   |
| Štrkovec                                 | –                                        | Kövecses               | Rimavská Sobota      | Banskobystrický kraj | – |   |
| Štúrovo                                  | –                                        | Párkány                | Nové Zámky           | Nitriansky kraj      | hieß bis 1948 slowakisch Parkan                                                                                       |   |
| Štvrtok                                  | –                                        | Vágcsütörtök           | Trenčín              | Trenčiansky kraj     | – |   |
| Štvrtok na Ostrove                       | Loipersdorf, Donnersmarkt, Leopoldsdorf  | Csütörtök              | Dunajská Streda      | Trnavský kraj        | – |   |
| Šuja                                     | –                                        | Suja                   | Žilina               | Žilinský kraj        | – |   |
| Šuľa                                     | –                                        | Süllye                 | Veľký Krtíš          | Banskobystrický kraj | – |   |
| Šumiac                                   | –                                        | Királyhegyalja         | Brezno               | Banskobystrický kraj | – |   |
| Šuňava                                   | (Unter-/Ober-)Schönau, Schunau, Schungau | (Alsó-/Felső-)Szépfalu | Poprad               | Prešovský kraj       | entstand 1974 durch den Zusammenschluss der Gemeinden Nižná Šuňava und Vyšná Šuňava                                   |   |
| Šurany                                   | –                                        | Nagysurány             | Nové Zámky           | Nitriansky kraj      | hieß bis 1927 slowakisch Veľké Šurany, deutscher Name nicht eindeutig belegbar                                        |   |
| Šurianky                                 | –                                        | Surányka               | Nitra                | Nitriansky kraj      | – |   |
| Šurice                                   | –                                        | Sőreg                  | Lučenec              | Banskobystrický kraj | – |   |
| Šúrovce                                  | (Groß-)Schur                             | (Nagy-)Súr             | Trnava               | Trnavský kraj        | entstand 1944 durch den Zusammenschluss der Orte Veľké Šúrovce und Zemianske Šúrovce                                  |   |
| Šútovce                                  | (Unter-/Ober-)Schutotz                   | (Alsó-/Felső-)Sujtó    | Prievidza            | Trenčiansky kraj     | entstand 1924 durch den Zusammenschluss der Orte Dolné Šutovce und Horné Šutovce                                      |   |
| Šútovo                                   | –                                        | Sutó                   | Martin               | Žilinský kraj        | – |   |
| Švábovce                                 | Schwabsdorf                              | Svábfalva              | Poprad               | Prešovský kraj       | – |   |
| Švedlár                                  | Schwedler                                | Svedlér                | Gelnica              | Košický kraj         | – |   |
| Švošov                                   | –                                        | Sósó                   | Ružomberok           | Žilinský kraj        | – |   |

## T
| Städte und Gemeinden in der Slowakei – T | |                       |                      |                      | |   |
| Name                                     | Name                                                                                                  | Name                  | Bezirk               | Landschaftsverband   | Bemerkungen |   |
| slowakisch                               | deutsch                                                                                               | ungarisch             | Bezirk               | Landschaftsverband   | Bemerkungen |   |
| Tachty                                   | Tachteley                                                                                             | Tajti                 | Rimavská Sobota      | Banskobystrický kraj | – |   |
| Tajná                                    | Zeinau, Zeyenau                                                                                       | Tajnasári             | Nitra                | Nitriansky kraj      | – |   |
| Tajov                                    | Teibau auch Taiba, Teiba, Teibenhau, Taugeschwald                                                     | Tajó                  | Banská Bystrica      | Banskobystrický kraj | – |   |
| Tarnov                                   | Waldenbach, auch Münchenbrück                                                                         | Tapolytarnó           | Bardejov             | Prešovský kraj       | – |   |
| Tašuľa                                   | Taschul                                                                                               | Tasolya               | Sobrance             | Košický kraj         | – |   |
| Tatranská Javorina                       | Uhrngarten, Uhrgarten, Urgarten                                                                       | Javorina              | Poprad               | Prešovský kraj       | – |   |
| Tehla                                    | Theckel, Tuhl                                                                                         | Töhöl                 | Levice               | Nitriansky kraj      | – |   |
| Tekolďany                                | Thekulden                                                                                             | Tököld                | Hlohovec             | Trnavský kraj        | – |   |
| Tekovská Breznica                        | Bresnitz an der Gran                                                                                  | Barsberzence          | Žarnovica            | Banskobystrický kraj | – |   |
| Tekovské Lužany                          | Helbing in der Barsch, auch Scharlau, Wallendorf                                                      | Nagysalló             | Levice               | Nitriansky kraj      | – |   |
| Tekovské Nemce                           | Nemtze, auch Deutschdorf, Schoßdorf                                                                   | Garamnémeti           | Zlaté Moravce        | Nitriansky kraj      | – |   |
| Tekovský Hrádok                          | Warad, Wardein                                                                                        | Barsvárad             | Levice               | Nitriansky kraj      | entstand 1944 aus den Orten Dolný Várad und Horný Várad |   |
| Telgárt                                  | Thiergarten, Tiergarten                                                                               | Garamfő               | Brezno               | Banskobystrický kraj | hieß 1948 bis 1990 slowakisch Švermovo |   |
| Telince                                  | Thilden                                                                                               | Tild                  | Nitra                | Nitriansky kraj      | – |   |
| Temeš                                    | Timmischhau, auch Temesch, Temmisch                                                                   | Divéktemes            | Prievidza            | Trenčiansky kraj     | – |   |
| Teplička                                 | Teplitzchen, Teplitz, Teplitzen, Zeplitschke, Thoplitz                                                | Hernádtapolca         | Spišská Nová Ves     | Košický kraj         | – |   |
| Teplička nad Váhom                       | Teplitz an der Waag                                                                                   | Vágtapolca            | Žilina               | Žilinský kraj        | – |   |
| Tepličky                                 | – | Fornószeg             | Hlohovec             | Trnavský kraj        | – |   |
| Teplý Vrch                               | Melechenheig                                                                                          | Meleghegy             | Rimavská Sobota      | Banskobystrický kraj | hieß bis 1948 slowakisch Melecheď |   |
| Terany                                   | (Unter-/Ober-)Terin, Therein                                                                          | (Alsó-/Felső-)Terény  | Krupina              | Banskobystrický kraj | entstand 1944 aus den Orten Dolné Terany und Horné Terany |   |
| Terchová                                 | Terchowa                                                                                              | Terhely               | Žilina               | Žilinský kraj        | – |   |
| Teriakovce                               | Teriekfalwa, Derricksdorf                                                                             | Terjékfalva           | Prešov               | Prešovský kraj       | – |   |
| Terňa                                    | Tirn, Tirnig                                                                                          | Ternye                | Prešov               | Prešovský kraj       | – |   |
| Tesáre                                   | Teßer, auch Teßar                                                                                     | Nyitrateszér          | Topoľčany            | Nitriansky kraj      | – |   |
| Tesárske Mlyňany                         | Tesser-Mlinan                                                                                         | Taszármalonya         | Zlaté Moravce        | Nitriansky kraj      | entstand 1924–1928 sowie erneut 1960 aus den Orten Mlyňany (dt. Mlinan, Mallinau) und Tesáre nad Žitavou- (dt.: Tesser, Tescher), hieß bis 1928 Mlynianske Tesáre |   |
| Tešedíkovo                               | Pered                                                                                                 | Pered                 | Šaľa                 | Nitriansky kraj      | – |   |
| Tibava                                   | Tibau                                                                                                 | Tiba                  | Sobrance             | Košický kraj         | – |   |
| Tichý Potok                              | Stellbach, Stelbach, Stillbach, Stillbach in der Scharosch                                            | Csendespatak          | Sabinov              | Prešovský kraj       | hieß bis 1948 slowakisch Štelbach |   |
| Timoradza                                | Timoratz                                                                                              | Timorháza             | Bánovce nad Bebravou | Trenčiansky kraj     | – |   |
| Tisinec                                  | Theissen, auch Tissintz, Tissinetz                                                                    | Tizsény               | Stropkov             | Prešovský kraj       | – |   |
| Tisovec                                  | Theißholz                                                                                             | Tiszolc               | Rimavská Sobota      | Banskobystrický kraj | – |   |
| Tlmače                                   | Tolmatsch                                                                                             | Garamtolmács          | Levice               | Nitriansky kraj      | hieß bis 1927 slowakisch auch Tlmač |   |
| Točnica                                  | Totschnitz, Toschonz                                                                                  | Tósár                 | Lučenec              | Banskobystrický kraj | – |   |
| Tokajík                                  | Tockeik, Tockey                                                                                       | Felsőtokaj            | Stropkov             | Prešovský kraj       | – |   |
| Tomášikovo                               | Tallusch                                                                                              | Tallós                | Galanta              | Trnavský kraj        | – |   |
| Tomášov                                  | Feilendorf, Fallendorf                                                                                | Fél                   | Senec                | Bratislavský kraj    | hieß bis 1948 slowakisch Fél |   |
| Tomášovce                                | Sankt Thomas                                                                                          | Losonctamási          | Lučenec              | Banskobystrický kraj | – |   |
| Tomášovce                                | Thomasdorf                                                                                            | Balogtámasi           | Rimavská Sobota      | Banskobystrický kraj | – |   |
| Topoľa                                   | – | Kistopolya            | Snina                | Prešovský kraj       | – |   |
| Topoľčany                                | (Groß-)Topoltschan, Doppelzahn, Topelzan, Gross Tapoltschan                                           | Nagytapolcsány        | Topoľčany            | Nitriansky kraj      | hieß bis 1927 slowakisch (Veľké) Topolčany |   |
| Topoľčianky                              | Kleintopoltschan, Kleindoppelzahn, Kleintapoltschan                                                   | Kistapolcsány         | Zlaté Moravce        | Nitriansky kraj      | – |   |
| Topoľnica                                | Naraschd                                                                                              | Tósnyárasd            | Galanta              | Trnavský kraj        | – |   |
| Topoľníky                                | Naraschd                                                                                              | Nyárasd               | Dunajská Streda      | Trnavský kraj        | entstand 1940 durch den Zusammenschluss der Orte Dolný Ňáražd und Horný Ňáražd, hieß bis 1948 Ňáražd                                                              |   |
| Topoľovka                                | Thopoloka                                                                                             | Topolóka              | Humenné              | Prešovský kraj       | – |   |
| Toporec                                  | Topporz, Topperz, Topertz, Topritz, Toporitz                                                          | Toporc                | Kežmarok             | Prešovský kraj       | – |   |
| Tornaľa                                  | – | Tornalja              | Revúca               | Banskobystrický kraj | hieß 1948–1990 slowakisch Šafárikovo |   |
| Torysa                                   | Tarckersdorf                                                                                          | Tarca                 | Sabinov              | Prešovský kraj       | – |   |
| Torysky                                  | Siebenbrunn, Toris                                                                                    | Tarcafő               | Levoča               | Prešovský kraj       | – |   |
| Tovarné                                  | Tawarna                                                                                               | Tavarna               | Vranov nad Topľou    | Prešovský kraj       | – |   |
| Tovarnianska Polianka                    | Polenka, Polyen                                                                                       | Tavarnamező           | Vranov nad Topľou    | Prešovský kraj       | – |   |
| Tovarníky                                | Tawarnik                                                                                              | Tavarnok              | Topoľčany            | Nitriansky kraj      | – |   |
| Tôň                                      | Thon, Thun                                                                                            | Tany                  | Komárno              | Nitriansky kraj      | – |   |
| Trakovice                                | Tarkowitz, Trakowitz                                                                                  | Karkócz               | Hlohovec             | Trnavský kraj        | – |   |
| Trávnica                                 | Füsch                                                                                                 | Barsfüss              | Nové Zámky           | Nitriansky kraj      | – |   |
| Trávnik                                  | Füsch                                                                                                 | Komáromfüss           | Komárno              | Nitriansky kraj      | – |   |
| Trebatice                                | Trebatitz, Kloster                                                                                    | Vágterbete            | Piešťany             | Trnavský kraj        | – |   |
| Trebejov                                 | Therebel                                                                                              | Terebő                | Košice-okolie        | Košický kraj         | – |   |
| Trebeľovce                               | Therebel                                                                                              | Terbeléd              | Lučenec              | Banskobystrický kraj | – |   |
| Trebichava                               | Trebichau                                                                                             | Terbók                | Bánovce nad Bebravou | Trenčiansky kraj     | – |   |
| Trebišov                                 | Trebischau                                                                                            | Tőketerebes           | Trebišov             | Košický kraj         | – |   |
| Trebostovo                               | Trebostau                                                                                             | Kistorboszló          | Martin               | Žilinský kraj        | – |   |
| Trebušovce                               | Terbigholz                                                                                            | Terbegec              | Veľký Krtíš          | Banskobystrický kraj | – |   |
| Trenč                                    | Törinz, Wartenberg                                                                                    | Tőrincs               | Lučenec              | Banskobystrický kraj | – |   |
| Trenčianska Teplá                        | Töpl                                                                                                  | Hőlak                 | Trenčín              | Trenčiansky kraj     | – |   |
| Trenčianska Turná                        | Thurn bei Trentschin                                                                                  | Tornyos               | Trenčín              | Trenčiansky kraj     | – |   |
| Trenčianske Bohuslavice                  | Bohuslawitz                                                                                           | Bogoszló              | Nové Mesto nad Váhom | Trenčiansky kraj     | – |   |
| Trenčianske Jastrabie                    | Jestreb bei Trentschin, Jastrebey                                                                     | Ölved                 | Trenčín              | Trenčiansky kraj     | – |   |
| Trenčianske Mitice                       | Trentschinermittitz                                                                                   | Rozsonymitta          | Trenčín              | Trenčiansky kraj     | entstand 1960 durch den Zusammenschluss der Gemeinden Kostolné Mitice, Rožňové Mitice und Zemianske Mitice                                                        |   |
| Trenčianske Stankovce                    | Stankotz                                                                                              | Nagyszaniszló         | Trenčín              | Trenčiansky kraj     | entstand 1971 durch den Zusammenschluss der Gemeinden Malé Stankovce, Rozvadze, Sedličná und Veľké Stankovce                                                      |   |
| Trenčianske Teplice                      | Trentschinteplitz, Trentschinerbad, Bad Trentschin, Warmwasser                                        | Trencsénteplic        | Trenčín              | Trenčiansky kraj     | – |   |
| Trenčín                                  | Trentschin, auch Trentsin                                                                             | Trencsén              | Trenčín              | Trenčiansky kraj     | – |   |
| Trhová Hradská                           | – | Vásárút               | Dunajská Streda      | Trnavský kraj        | – |   |
| Trhovište                                | Ortenmarkt, Waßerhellen                                                                               | Vásárhely             | Michalovce           | Košický kraj         | – |   |
| Trnava                                   | Tyrnau, Türnau, Tirnau                                                                                | Nagyszombat           | Trnava               | Trnavský kraj        | – |   |
| Trnavá Hora                              | | Tornau                | Bezeréte             | Žiar nad Hronom      | Banskobystrický kraj | – |
| Trnava pri Laborci                       | Tirnau am Laborz                                                                                      | Tarna                 | Michalovce           | Košický kraj         | – |   |
| Trnávka                                  | Dornkappel                                                                                            | Csallóköztárnok       | Dunajská Streda      | Trnavský kraj        | – |   |
| Trnávka                                  | Tharnok                                                                                               | Tarnóka               | Trebišov             | Košický kraj         | – |   |
| Trnkov                                   | Kuchen, auch Kuken, Koken                                                                             | Kiskökény             | Prešov               | Prešovský kraj       | – |   |
| Trnovec                                  | Ternowetz                                                                                             | Tövisfalva            | Skalica              | Trnavský kraj        | – |   |
| Trnovec nad Váhom                        | Turnolz, Tarnoltz, Turnholz, Turnholz an der Waag                                                     | Tornóc                | Šaľa                 | Nitriansky kraj      | – |   |
| Trnovo                                   | Tarnau                                                                                                | Tarnó                 | Martin               | Žilinský kraj        | – |   |
| Tročany                                  | Trotschan, Dreieinigkeitsdorf                                                                         | Trocsány              | Bardejov             | Prešovský kraj       | – |   |
| Trpín                                    | Terpein, Terpin                                                                                       | Terpény               | Krupina              | Banskobystrický kraj | – |   |
| Trstená                                  | Bingenstadt                                                                                           | Trsztena              | Tvrdošín             | Žilinský kraj        | hieß im Mittelalter deutsch B(r)ingenstadt, Bingenstedt, Stadtseck                                                                                                |   |
| Trstená na Ostrove                       | Nadaschd                                                                                              | Csallóköznádasd       | Dunajská Streda      | Trnavský kraj        | – |   |
| Trstené                                  | Röhrbach in der Liptau                                                                                | Nádasd                | Liptovský Mikuláš    | Žilinský kraj        | – |   |
| Trstené pri Hornáde                      | Herdersdorf auch Nadascht, Nadest                                                                     | Abaújnádasd           | Košice-okolie        | Košický kraj         | – |   |
| Trstice                                  | Nadsegg                                                                                               | Nádszeg               | Galanta              | Trnavský kraj        | – |   |
| Trstín                                   | Nadasch, Rohrbach, auch Deutschnadasch                                                                | Pozsonynádas          | Trnava               | Trnavský kraj        | – |   |
| Trsťany                                  | Röhrbach, Terstin                                                                                     | Füzernádaska          | Košice-okolie        | Košický kraj         | – |   |
| Tŕnie                                    | Thirnen                                                                                               | Zólyomternye          | Zvolen               | Banskobystrický kraj | – |   |
| Tuhár                                    | Thuger, Thugar                                                                                        | Tugár                 | Lučenec              | Banskobystrický kraj | – |   |
| Tuhrina                                  | Tuchrin                                                                                               | Turina                | Prešov               | Prešovský kraj       | – |   |
| Tuchyňa                                  | Tuchin                                                                                                | Tohány                | Ilava                | Trenčiansky kraj     | – |   |
| Tulčík                                   | Tultzeck, Lampertsdorf                                                                                | Töltszék              | Prešov               | Prešovský kraj       | – |   |
| Tupá                                     | Thump                                                                                                 | Kistompa              | Levice               | Nitriansky kraj      | – |   |
| Turá                                     | Thur                                                                                                  | Tőre                  | Levice               | Nitriansky kraj      | – |   |
| Turany                                   | Turn                                                                                                  | Nagyturány            | Martin               | Žilinský kraj        | – |   |
| Turany nad Ondavou                       | Turn an der Ondau                                                                                     | Turány                | Stropkov             | Prešovský kraj       | – |   |
| Turcovce                                 | Turzotz                                                                                               | Turcóc                | Humenné              | Prešovský kraj       | – |   |
| Turček                                   | (Unter-/Ober-)Turz                                                                                    | (Alsó-/Felső-)Turcsek | Turčianske Teplice   | Žilinský kraj        | entstand 1951 durch die Vereinigung der Orte Dolný Turček und Horný Turček                                                                                        |   |
| Turčianky                                | Thurau, Thurtschan                                                                                    | Turcsány              | Partizánske          | kraj                 | – |   |
| Turčianska Štiavnička                    | Schewnitz                                                                                             | Kisselmec             | Martin               | Žilinský kraj        | – |   |
| Turčianske Jaseno                        | Margaretha in der Thurz                                                                               | Nagyjeszen            | Martin               | Žilinský kraj        | entstand 1973 durch den Zusammenschluss der Gemeinden Dolné Jaseno und Horné Jaseno                                                                               |   |
| Turčianske Kľačany                       | Kletschen in der Thurz                                                                                | Vágkelecsény          | Martin               | Žilinský kraj        | – |   |
| Turčianske Teplice                       | Bad Stuben, Stubenbad                                                                                 | Stubnyafürdő          | Turčianske Teplice   | Žilinský kraj        | hieß bis 1946 slowakisch Štubnianske Teplice, bis 1927 Štubňanské Teplice                                                                                         |   |
| Turčiansky Ďur                           | Sankt Georg                                                                                           | Turócszentgyörgy      | Martin               | Žilinský kraj        | – |   |
| Turčiansky Peter                         | Sankt Peter in der Thurz                                                                              | Turócszentpéter       | Martin               | Žilinský kraj        | – |   |
| Turčok                                   | Kirchenau, Turtschok                                                                                  | Turcsok               | Revúca               | Banskobystrický kraj | – |   |
| Turecká                                  | Kunst, auch Deutschthurz, Thurz                                                                       | Török                 | Banská Bystrica      | Banskobystrický kraj | – |   |
| Tureň                                    | Thurn                                                                                                 | Zonctorony            | Senec                | Bratislavský kraj    | wurde 1943 mit dem Ort Zonc vereinigt und hieß dann bis 1948 Zonctureň                                                                                            |   |
| Turie                                    | Thauritz auch Thur, Taur, Tauritz                                                                     | Háromudvar            | Žilina               | Žilinský kraj        | entstand nach 1877 durch den Zusammenschluss der Orte Tri Dvory a Turie                                                                                           |   |
| Turík                                    | Thurik                                                                                                | Turapatak             | Ružomberok           | Žilinský kraj        | – |   |
| Turnianska Nová Ves                      | Neudorf bei Turnau                                                                                    | Tornaújfalu           | Košice-okolie        | Košický kraj         | – |   |
| Turňa nad Bodvou                         | Tornau                                                                                                | Torna                 | Košice-okolie        | Košický kraj         | hieß bis 1948 Turna nad Bodvou, bis 1927 Turňa |   |
| Turová                                   | Thurau                                                                                                | Zólyomtúr             | Zvolen               | Banskobystrický kraj | – |   |
| Turzovka                                 | Reichau, Thursendorf, Thurso                                                                          | Turzófalva            | Čadca                | Žilinský kraj        | hieß bis 1927 slowakisch auch Kysuce |   |
| Tušice                                   | Tuschau                                                                                               | Tusa                  | Michalovce           | Košický kraj         | – |   |
| Tušická Nová Ves                         | Neudorf                                                                                               | Tusaújfalu            | Michalovce           | Košický kraj         | – |   |
| Tužina                                   | Schmiedshau, Schmitzheiß, Schmitzhay, Smitzhey                                                        | Kovácspalota          | Prievidza            | Trenčiansky kraj     | – |   |
| Tvarožná                                 | Durelsdorf, Durlsdorf, Durandisdorf                                                                   | Duránd                | Kežmarok             | Prešovský kraj       | – |   |
| Tvrdomestice                             | Tardomestitz, Turdomestitz                                                                            | Tordaméc              | Topoľčany            | Nitriansky kraj      | – |   |
| Tvrdošín                                 | T(h)urdoschin, Neuschloss, Doardendorf, Sässstadt, Sassnitz, Tardoschin, Towarschin, Toarschin, Doard | Turdossin             | Tvrdošín             | Žilinský kraj        | – |   |
| Tvrdošovce                               | Heiligenkreuz                                                                                         | Tardoskedd            | Nové Zámky           | Nitriansky kraj      | – |   |

## Ť
| Städte und Gemeinden in der Slowakei – Ť |         |           |           |                    |             |
| Name                                     | Name    | Name      | Bezirk    | Landschaftsverband | Bemerkungen |
| slowakisch                               | deutsch | ungarisch | Bezirk    | Landschaftsverband | Bemerkungen |
| Ťapešovo                                 | –       | Tyapessó  | Námestovo | Žilinský kraj      | –           |

## U
| Städte und Gemeinden in der Slowakei – U |                                                                   |                       |                      |                      |                                                                                  |
| Name                                     | Name                                                              | Name                  | Bezirk               | Landschaftsverband   | Bemerkungen                                                                      |
| slowakisch                               | deutsch                                                           | ungarisch             | Bezirk               | Landschaftsverband   | Bemerkungen                                                                      |
| Ubľa                                     | Obl, Ugar                                                         | Ugar, Ublya           | Snina                | Prešovský kraj       | –                                                                                |
| Úbrež                                    | Hubresch, Ubresch, Ubrisch                                        | Ubrezs                | Sobrance             | Košický kraj         | –                                                                                |
| Udavské                                  | Udwa, Wadna                                                       | Udva                  | Humenné              | Prešovský kraj       | –                                                                                |
| Udiča                                    | Edisch, Huditsch, Hüditsch                                        | (Kis-/Nagy-)Udva      | Považská Bystrica    | Trenčiansky kraj     | 1959 durch Zusammenschluss der Orte Malá Udiča, Okrut und Veľká Udiča entstanden |
| Údol                                     | Imthal, Wielack                                                   | Sárosújlak            | Stará Ľubovňa        | Prešovský kraj       | hieß bis 1948 slowakisch Ujlak                                                   |
| Uhliská                                  | –                                                                 | Bakaszenes            | Levice               | Nitriansky kraj      | 1953 aus Teilen der Gemeinde Pukanec entstanden                                  |
| Úhorná                                   | Ahorn                                                             | Denés                 | Gelnica              | Košický kraj         | hieß bis 1927 slowakisch Uhorná                                                  |
| Uhorská Ves                              | Ungeraiden                                                        | Magyarfalu            | Liptovský Mikuláš    | Žilinský kraj        | –                                                                                |
| Uhorské                                  | Ungarisch Eipel, Ussunger                                         | Ipolymagyari          | Poltár               | Banskobystrický kraj | hieß bis 1927 slowakisch Uhorsko                                                 |
| Uhrovec                                  | Urwitz, Ungrowitz, Orbitz                                         | Zayugróc              | Bánovce nad Bebravou | Trenčiansky kraj     | –                                                                                |
| Uhrovské Podhradie                       | Hungrotz                                                          | Zayvárajla            | Bánovce nad Bebravou | Trenčiansky kraj     | –                                                                                |
| Ulič                                     | Hulitsch, Hulidsch                                                | Utcás                 | Snina                | Prešovský kraj       | –                                                                                |
| Uličské Krivé                            | Hulitschkriwa                                                     | Görbeszeg, Ulicskriva | Snina                | Prešovský kraj       | hieß bis 1927 slowakisch Krivé                                                   |
| Uloža                                    | Köppern, Köpern, Köperehren, Keperehren, Köpperserde, Köpperschen | Kőpereny              | Levoča               | Prešovský kraj       | hieß bis 1927 slowakisch Úloža                                                   |
| Úľany nad Žitavou                        | Fedemisch, Feldemisch                                             | Zsitvafödémes         | Nové Zámky           | Nitriansky kraj      | hieß bis 1948 slowakisch Fedýmeš nad Žitavou, bis 1927 Žitva Fedýmeš             |
| Unín                                     | Unin, Unim, Umm                                                   | Nagyúny               | Skalica              | Trnavský kraj        | –                                                                                |
| Uňatín                                   | Unetten, Heynod                                                   | Unyad                 | Krupina              | Banskobystrický kraj | –                                                                                |
| Urmince                                  | Uerminz, Ürminitz, Urminz, Uermintz                               | Nyitraörmény          | Topoľčany            | Nitriansky kraj      | –                                                                                |
| Utekáč                                   | Kaisersberg                                                       | Újantalvölgy          | Poltár               | Banskobystrický kraj | 1993 aus Teilen der Gemeinde Kokava nad Rimavicou entstanden                     |
| Uzovce                                   | Usendorf                                                          | Úszfalva              | Sabinov              | Prešovský kraj       | hieß bis 1927 slowakisch auch Husovce                                            |
| Uzovská Panica                           | Panith                                                            | Uzapanyit             | Rimavská Sobota      | Banskobystrický kraj | hieß bis 1927 slowakisch Panitová, 1927–1948 Uzovská Panita                      |
| Uzovské Pekľany                          | Herdegenshau auch Deutschdorf, Herdunghau, Herdegenshorr, Peklen  | Úszpeklény            | Sabinov              | Prešovský kraj       | hieß bis 1927 slowakisch Usovské Pekľany                                         |
| Uzovský Šalgov                           | Sommerau, auch Windischdorf                                       | Pusztasalgó           | Sabinov              | Prešovský kraj       | hieß bis 1927 slowakisch Šalgov                                                  |

## V
| Städte und Gemeinden in der Slowakei – V |                                                                    |                                  |                      |                      | |
| Name                                     | Name                                                               | Name                             | Bezirk               | Landschaftsverband   | Bemerkungen |
| slowakisch                               | deutsch                                                            | ungarisch                        | Bezirk               | Landschaftsverband   | Bemerkungen |
| Vaďovce                                  | Wädowitz, Wagyowetz                                                | Vagyóc                           | Nové Mesto nad Váhom | Trenčiansky kraj     | – |
| Vagrinec                                 | –                                                                  | Felsővargony                     | Svidník              | Prešovský kraj       | – |
| Váhovce                                  | –                                                                  | Vága                             | Galanta              | Trnavský kraj        | – |
| Vajkovce                                 | –                                                                  | Tarcavajkóc                      | Košice-okolie        | Košický kraj         | – |
| Valaliky                                 | –                                                                  | –                                | Košice-okolie        | Košický kraj         | entstand 1961 durch den Zusammenschluss der Gemeinden Bernátovce, Buzice, Košťany und Všechsvätých                              |
| Valaská                                  | –                                                                  | Garamolaszka                     | Brezno               | Banskobystrický kraj | – |
| Valaská Belá                             | –                                                                  | Bélapataka                       | Prievidza            | Trenčiansky kraj     | hieß bis 1927 slowakisch Valašská Belá                                                                                          |
| Valaská Dubová                           | –                                                                  | Oláhdubova                       | Ružomberok           | Žilinský kraj        | – |
| Valaškovce                               | –                                                                  | Pásztorhegy                      | Humenné              | Prešovský kraj       | – |
| Valča                                    | –                                                                  | Valcsa                           | Martin               | Žilinský kraj        | – |
| Valentovce                               | –                                                                  | Valentóc                         | Medzilaborce         | Prešovský kraj       | – |
| Valice                                   | –                                                                  | Alsóvály                         | Rimavská Sobota      | Banskobystrický kraj | – |
| Valkovce                                 | –                                                                  | Vajkvágása                       | Svidník              | Prešovský kraj       | – |
| Vaľkovňa                                 | Ferdinandsthal                                                     | Nándorvölgy                      | Brezno               | Banskobystrický kraj | wurde 1954 aus der Gemeinde Šumiac ausgegliedert                                                                                |
| Vaniškovce                               | –                                                                  | Iványos                          | Bardejov             | Prešovský kraj       | – |
| Vápeník                                  | –                                                                  | Mészegető                        | Svidník              | Prešovský kraj       | – |
| Varadka                                  | –                                                                  | Váradka                          | Bardejov             | Prešovský kraj       | – |
| Varechovce                               | –                                                                  | Variháza                         | Stropkov             | Prešovský kraj       | – |
| Varhaňovce                               | –                                                                  | Vargony                          | Prešov               | Prešovský kraj       | – |
| Varín                                    | –                                                                  | Várna                            | Žilina               | Žilinský kraj        | – |
| Vasiľov                                  | –                                                                  | Vasziló                          | Námestovo            | Žilinský kraj        | – |
| Vavrečka                                 | –                                                                  | Vavrecska                        | Námestovo            | Žilinský kraj        | – |
| Vavrinec                                 | –                                                                  | Lőrincvágása                     | Vranov nad Topľou    | Prešovský kraj       | – |
| Vavrišovo                                | –                                                                  | Vavrisó                          | Liptovský Mikuláš    | Žilinský kraj        | – |
| Važec                                    | Waagsdorf, Weißwaag, Waschetz                                      | Vázsec                           | Liptovský Mikuláš    | Žilinský kraj        | – |
| Včelince                                 | –                                                                  | Méhi                             | Rimavská Sobota      | Banskobystrický kraj | – |
| Večelkov                                 | –                                                                  | Vecseklő                         | Rimavská Sobota      | Banskobystrický kraj | – |
| Vechec                                   | –                                                                  | Vehéc                            | Vranov nad Topľou    | Prešovský kraj       | – |
| Velčice                                  | Weltschitz                                                         | Velséc                           | Zlaté Moravce        | Nitriansky kraj      | – |
| Veličná                                  | –                                                                  | Nagyfalu                         | Dolný Kubín          | Žilinský kraj        | – |
| Velušovce                                | –                                                                  | Velős                            | Topoľčany            | Nitriansky kraj      | – |
| Veľaty                                   | –                                                                  | Velejte                          | Trebišov             | Košický kraj         | – |
| Veľká Čalomija                           | –                                                                  | Nagycsalojma                     | Veľký Krtíš          | Banskobystrický kraj | – |
| Veľká Čausa                              | Großtschauscha                                                     | Nagycsóta                        | Prievidza            | Trenčiansky kraj     | – |
| Veľká Čierna                             | –                                                                  | Nagycserna                       | Žilina               | Žilinský kraj        | – |
| Veľká Dolina                             | –                                                                  | Nagyvölgy                        | Nitra                | Nitriansky kraj      | wurde 1956 aus der Gemeinde Mojmírovce ausgegliedert                                                                            |
| Veľká Franková                           | Großfrankenau, Großfrankowa, Franck                                | Nagyfrankvágása                  | Kežmarok             | Prešovský kraj       | – |
| Veľká Hradná                             | –                                                                  | Nagyradna                        | Trenčín              | Trenčiansky kraj     | – |
| Veľká Ida                                | –                                                                  | Nagyida                          | Košice-okolie        | Košický kraj         | – |
| Veľká Lehota                             | Großhau, Großhay, Großlehota                                       | Nagyülés                         | Žarnovica            | Banskobystrický kraj | hieß bis 1927 slowakisch Veľká Lehôta                                                                                           |
| Veľká Lesná                              | Reichwald, Richwald, Rechwald(t)                                   | Kristályfalu                     | Stará Ľubovňa        | Prešovský kraj       | – |
| Veľká Lodina                             | –                                                                  | Nagyladna                        | Košice-okolie        | Košický kraj         | – |
| Veľká Lomnica                            | Großlomnitz, Kakaschlomnitz                                        | Kakaslomnic                      | Kežmarok             | Prešovský kraj       | – |
| Veľká Lúka                               | Großwiesen                                                         | Nagyrét                          | Zvolen               | Banskobystrický kraj | – |
| Veľká Mača                               | –                                                                  | Nagymácséd                       | Galanta              | Trnavský kraj        | – |
| Veľká nad Ipľom                          | –                                                                  | Vilke                            | Lučenec              | Banskobystrický kraj | – |
| Veľká Paka                               | Großkapeln                                                         | Nagypaka                         | Dunajská Streda      | Trnavský kraj        | – |
| Veľká Tŕňa                               | –                                                                  | Nagytoronya                      | Trebišov             | Košický kraj         | – |
| Veľká Ves                                | –                                                                  | Losoncnagyfalu                   | Poltár               | Banskobystrický kraj | – |
| Veľká Ves nad Ipľom                      | –                                                                  | Ipolynagyfalu                    | Veľký Krtíš          | Banskobystrický kraj | – |
| Veľké Bierovce                           | –                                                                  | Nagybiróc                        | Trenčín              | Trenčiansky kraj     | – |
| Veľké Blahovo                            | –                                                                  | Nemesabony                       | Dunajská Streda      | Trnavský kraj        | – |
| Veľké Borové                             | –                                                                  | Nagyborove                       | Liptovský Mikuláš    | Žilinský kraj        | – |
| Veľké Dravce                             | –                                                                  | Nagydaróc                        | Lučenec              | Banskobystrický kraj | – |
| Veľké Držkovce                           | –                                                                  | –                                | Bánovce nad Bebravou | Trenčiansky kraj     | entstand 1976 durch den Zusammenschluss der Gemeinden Čuklasovce, Dolné Držkovce und Horné Držkovce                             |
| Veľké Dvorany                            | Großdoworan                                                        | Nagyudvar                        | Topoľčany            | Nitriansky kraj      | – |
| Veľké Dvorníky                           | –                                                                  | Nagyudvarnok                     | Dunajská Streda      | Trnavský kraj        | – |
| Veľké Hoste                              | Großhoste                                                          | Nagyvendég                       | Bánovce nad Bebravou | Trenčiansky kraj     | – |
| Veľké Chlievany                          | –                                                                  | Nagyhelvény                      | Bánovce nad Bebravou | Trenčiansky kraj     | – |
| Veľké Chyndice                           | –                                                                  | Nagyhind                         | Nitra                | Nitriansky kraj      | – |
| Veľké Kapušany                           | –                                                                  | Nagykapos                        | Michalovce           | Košický kraj         | hieß bis 1927 slowakisch auch Kapušany, deutscher Name nicht eindeutig belegbar                                                 |
| Veľké Kosihy                             | –                                                                  | Nagykeszi                        | Komárno              | Nitriansky kraj      | – |
| Veľké Kostoľany                          | Großkostolan                                                       | Nagykosztolány                   | Piešťany             | Trnavský kraj        | – |
| Veľké Kozmálovce                         | –                                                                  | Nagykoszmály                     | Levice               | Nitriansky kraj      | – |
| Veľké Kršteňany                          | Großkresten                                                        | Nagykeresnye                     | Partizánske          | Trenčiansky kraj     | – |
| Veľké Leváre                             | Großschützen                                                       | Nagylévárd                       | Malacky              | Bratislavský kraj    | – |
| Veľké Lovce                              | –                                                                  | Újlót                            | Nové Zámky           | Nitriansky kraj      | – |
| Veľké Ludince                            | –                                                                  | Nagyölved                        | Levice               | Nitriansky kraj      | – |
| Veľké Orvište                            | Großorwische                                                       | Nagyőrvistye                     | Piešťany             | Trnavský kraj        | – |
| Veľké Ozorovce                           | –                                                                  | Nagyazar                         | Trebišov             | Košický kraj         | – |
| Veľké Pole                               | Hochwies(en)                                                       | Palosnagymezö                    | Žarnovica            | Banskobystrický kraj | – |
| Veľké Raškovce                           | –                                                                  | Nagyráska                        | Michalovce           | Košický kraj         | – |
| Veľké Revištia                           | –                                                                  | –                                | Sobrance             | Košický kraj         | entstand 1964 durch den Zusammenschluss der Gemeinden Gajdoš und Vyšné Revištia                                                 |
| Veľké Ripňany                            | Großrippen, Großtriepen                                            | Nagyrépény                       | Topoľčany            | Nitriansky kraj      | – |
| Veľké Rovné                              | –                                                                  | Nagyróna                         | Bytča                | Žilinský kraj        | – |
| Veľké Slemence                           | –                                                                  | Nagyszelmenc                     | Michalovce           | Košický kraj         | – |
| Veľké Straciny                           | –                                                                  | Nagyhalom                        | Veľký Krtíš          | Banskobystrický kraj | – |
| Veľké Teriakovce                         | –                                                                  | Bakostörék                       | Rimavská Sobota      | Banskobystrický kraj | – |
| Veľké Trakany                            | –                                                                  | Nagytárkány                      | Trebišov             | Košický kraj         | – |
| Veľké Turovce                            | –                                                                  | –                                | Levice               | Nitriansky kraj      | entstand 1967 durch die Vereinigung der Gemeinden Dolné Turovce und Stredné Turovce                                             |
| Veľké Uherce                             | –                                                                  | Nagyugróc                        | Partizánske          | Trenčiansky kraj     | – |
| Veľké Úľany                              | –                                                                  | Nagyfödémes                      | Galanta              | Trnavský kraj        | – |
| Veľké Vozokany                           | –                                                                  | Nagyvezekény                     | Zlaté Moravce        | Nitriansky kraj      | bildete 1975–1990 zusammen mit Červený Hradok und Malé Vozokany die Gemeinde Nové Vozokany                                      |
| Veľké Zálužie                            | –                                                                  | Nyitraújlak                      | Nitra                | Nitriansky kraj      | – |
| Veľké Zlievce                            | Großzellowitz                                                      | Felsőzellő                       | Veľký Krtíš          | Banskobystrický kraj | – |
| Veľkrop                                  | –                                                                  | Velkő                            | Stropkov             | Prešovský kraj       | – |
| Veľký Biel                               | Ungarisch-Biel                                                     | Magyarbél                        | Senec                | Bratislavský kraj    | hieß bis 1948 slowakisch Maďarský Bél                                                                                           |
| Veľký Blh                                | –                                                                  | Vámosbalog                       | Rimavská Sobota      | Banskobystrický kraj | entstand 1943 durch den Zusammenschluss der Gemeinden Nižný Blh und Vyšný Blh                                                   |
| Veľký Cetín                              | Großzitin                                                          | Nagycétény                       | Nitra                | Nitriansky kraj      | – |
| Veľký Čepčín                             | –                                                                  | Nagycsepcsény                    | Turčianske Teplice   | Žilinský kraj        | – |
| Veľký Ďur                                | –                                                                  | –                                | Levice               | Nitriansky kraj      | entstand 1960 durch den Zusammenschluss der Gemeinden Dolný Ďur, Horný Ďur und Rohožnica                                        |
| Veľký Folkmar                            | Großvolkmar, Folkmar(k), Volkmarsdorf, Volkmar                     | Nagysolymár                      | Gelnica              | Košický kraj         | – |
| Veľký Grob                               | Deutscheisgrub, Deutsch-Grub, Deutsch-Weißgrub, Deutsch-Weißgraben | Magyargurab, bis 1807 Németgurab | Galanta              | Trnavský kraj        | hieß bis 1948 slowakisch Nemecký Grob                                                                                           |
| Veľký Horeš                              | Großgerisch                                                        | Nagygéres                        | Trebišov             | Košický kraj         | – |
| Veľký Kamenec                            | –                                                                  | Nagykövesd                       | Trebišov             | Košický kraj         | – |
| Veľký Klíž                               | –                                                                  | –                                | Partizánske          | Trenčiansky kraj     | entstand 1964 durch den Zusammenschluss der Gemeinden Ježkova Ves, Klíž und Klížske Hradište                                    |
| Veľký Krtíš                              | –                                                                  | Nagykürtös                       | Veľký Krtíš          | Banskobystrický kraj | hieß bis 1927 slowakisch Veľký Krtýš, deutscher Name nicht eindeutig belegbar                                                   |
| Veľký Kýr                                | –                                                                  | Nyitrakér                        | Nové Zámky           | Nitriansky kraj      | entstand 1942 durch den Zusammenschluss der Gemeinden Malý Kýr und Veľký Kýr, hieß bis 1948 Nitriansky Kýr, 1948–1992 Milanovce |
| Veľký Lapáš                              | –                                                                  | Nagylapás                        | Nitra                | Nitriansky kraj      | bildete 1960–1990 zusammen mit Malý Lapáš die Gemeinde Lapáš                                                                    |
| Veľký Lipník                             | (Groß-)Laupnik                                                     | Nagyhársas                       | Stará Ľubovňa        | Prešovský kraj       | – |
| Veľký Lom                                | –                                                                  | Nagylám                          | Veľký Krtíš          | Banskobystrický kraj | – |
| Veľký Meder                              | –                                                                  | Nagymegyer                       | Dunajská Streda      | Trnavský kraj        | hieß von 1948 bis 1990 slowakisch Čalovo                                                                                        |
| Veľký Slavkov                            | Großschlagendorf, Großschlackendorf                                | Nagyszalók                       | Poprad               | Prešovský kraj       | – |
| Veľký Slivník                            | –                                                                  | Nagyszilva                       | Prešov               | Prešovský kraj       | – |
| Veľký Šariš                              | Großscharosch, Großscharisch                                       | Nagysáros                        | Prešov               | Prešovský kraj       | – |
| Veľopolie                                | –                                                                  | Szélesmező                       | Humenné              | Prešovský kraj       | – |
| Vernár                                   | Wernsdorf, Wernad, Wernath                                         | Vernár                           | Poprad               | Prešovský kraj       | – |
| Veselé                                   | –                                                                  | Vigvár                           | Piešťany             | Trnavský kraj        | – |
| Veterná Poruba                           | –                                                                  | Szélporuba                       | Liptovský Mikuláš    | Žilinský kraj        | – |
| Vidiná                                   | –                                                                  | Videfalva                        | Lučenec              | Banskobystrický kraj | – |
| Vieska                                   | –                                                                  | Dunakisfalud                     | Dunajská Streda      | Trnavský kraj        | – |
| Vieska                                   | –                                                                  | Tótkisfalu                       | Veľký Krtíš          | Banskobystrický kraj | – |
| Vieska nad Blhom                         | –                                                                  | Balogújfalu                      | Rimavská Sobota      | Banskobystrický kraj | – |
| Vieska nad Žitavou                       | –                                                                  | Barskisfalud                     | Zlaté Moravce        | Nitriansky kraj      | – |
| Vígľaš                                   | –                                                                  | Végles                           | Detva                | Banskobystrický kraj | – |
| Vígľašská Huta-Kalinka                   | –                                                                  | –                                | Detva                | Banskobystrický kraj | entstand 1926 durch die Vereinigung der Gemeinden Kalinka und Vígľašská Huta                                                    |
| Vikartovce                               | Weigsdorf, Weichseldorf, Weichsdorf, Wikartotz                     | Hernádfő                         | Poprad               | Prešovský kraj       | – |
| Vinica                                   | Ninik                                                              | Ipolynyék                        | Veľký Krtíš          | Banskobystrický kraj | – |
| Viničky                                  | –                                                                  | Szőllőske                        | Trebišov             | Košický kraj         | – |
| Viničné                                  | Schweinsbach, Schwan(t)zbach                                       | Hattyúpatak                      | Pezinok              | Bratislavský kraj    | hieß bis 1948 slowakisch Švajnsbach                                                                                             |
| Vinné                                    | –                                                                  | Vinnabanka                       | Michalovce           | Košický kraj         | – |
| Vinodol                                  | (Unter-/Ober-)Sillesch                                             | (Alsó-/Felső-)Szőllős            | Nitra                | Nitriansky kraj      | entstand 1960 durch die Vereinigung der beiden Gemeinden Dolný Vinodol und Horný Vinodol                                        |
| Vinohrady nad Váhom                      | –                                                                  | Szentharaszt                     | Galanta              | Trnavský kraj        | wurde 1957 aus der Gemeinde Šintava ausgegliedert, hieß vorher auch Svatý Chrast                                                |
| Vinosady                                 | –                                                                  | –                                | Pezinok              | Bratislavský kraj    | entstand 1964 durch den Zusammenschluss der Gemeinden Veľké Tŕnie und Malé Tŕnie                                                |
| Virt                                     | –                                                                  | Virt, Vért                       | Komárno              | Nitriansky kraj      | wurde 1990 aus der Gemeinde Radvaň nad Dunajom ausgegliedert                                                                    |
| Vislanka                                 | –                                                                  | Pusztamező                       | Stará Ľubovňa        | Prešovský kraj       | – |
| Vislava                                  | –                                                                  | Kisvajszló                       | Stropkov             | Prešovský kraj       | – |
| Visolaje                                 | –                                                                  | Viszolaj                         | Púchov               | Trenčiansky kraj     | – |
| Višňov                                   | –                                                                  | Visnyó                           | Trebišov             | Košický kraj         | – |
| Višňové                                  | –                                                                  | Alsóvisnyó                       | Nové Mesto nad Váhom | Trenčiansky kraj     | – |
| Višňové                                  | –                                                                  | Felsővisnyó                      | Žilina               | Žilinský kraj        | – |
| Višňové                                  | –                                                                  | Kisvisnyó                        | Revúca               | Banskobystrický kraj | – |
| Vištuk                                   | Wischtuck                                                          | Kárpáthalas                      | Pezinok              | Bratislavský kraj    | – |
| Vitanová                                 | –                                                                  | Vitanova                         | Tvrdošín             | Žilinský kraj        | – |
| Vítkovce                                 | Witkensdorf, Veitsdorf, Witkowetz                                  | Vitfalva                         | Spišská Nová Ves     | Košický kraj         | – |
| Víťaz                                    | –                                                                  | Nagyvitéz                        | Prešov               | Prešovský kraj       | – |
| Víťazovce                                | –                                                                  | Vitézvágás                       | Humenné              | Prešovský kraj       | wurde 1956 aus der Gemeinde Ohradzany ausgegliedert                                                                             |
| Vlača                                    | –                                                                  | Balázsi                          | Vranov nad Topľou    | Prešovský kraj       | – |
| Vladiča                                  | –                                                                  | –                                | Stropkov             | Prešovský kraj       | entstand 1964 durch den Zusammenschluss der Gemeinden Driečna, Nižná Vladiča, Suchá und Vyšná Vladiča                           |
| Vlachovo                                 | Lampertsdorf, Lambsdorf, Vlachowetz                                | Oláhpatak                        | Rožňava              | Košický kraj         | – |
| Vlachy                                   | –                                                                  | Nagyolaszi                       | Liptovský Mikuláš    | Žilinský kraj        | – |
| Vlčany                                   | –                                                                  | Vágfarkasd                       | Šaľa                 | Nitriansky kraj      | – |
| Vlčkovce                                 | Farkaschin, Wolfsbruck                                             | Farkashida                       | Trnava               | Trnavský kraj        | hieß bis 1948 slowakisch Farkašin                                                                                               |
| Vlkanová                                 | –                                                                  | Farkaspetőfalva                  | Banská Bystrica      | Banskobystrický kraj | – |
| Vlkas                                    | –                                                                  | Valkház                          | Nové Zámky           | Nitriansky kraj      | – |
| Vlková                                   | Farksdorf, Farinkstorff                                            | Farkasfalva                      | Kežmarok             | Prešovský kraj       | hieß bis 1948 slowakisch Farkašovce, bis 1927 Farkašovce-Levkovce                                                               |
| Vlkovce                                  | Kunzendorf, Kuntzensdorf                                           | Kiskuncfalva                     | Kežmarok             | Prešovský kraj       | – |
| Vlky                                     | Nikelsdorf, Nickelsdorf                                            | Vők                              | Senec                | Bratislavský kraj    | – |
| Vlkyňa                                   | –                                                                  | Velkenye                         | Rimavská Sobota      | Banskobystrický kraj | – |
| Voderady                                 | –                                                                  | Vedrőd                           | Trnava               | Trnavský kraj        | – |
| Vojany                                   | –                                                                  | Vaján                            | Michalovce           | Košický kraj         | – |
| Vojčice                                  | –                                                                  | Vécse                            | Trebišov             | Košický kraj         | – |
| Vojka                                    | –                                                                  | Véke                             | Trebišov             | Košický kraj         | – |
| Vojka nad Dunajom                        | –                                                                  | Vajka, seit 1940 Vajkakeszölce   | Dunajská Streda      | Trnavský kraj        | – |
| Vojkovce                                 | Woikensdorf, Wojkensdorf                                           | Vojkfalva                        | Spišská Nová Ves     | Košický kraj         | – |
| Vojnatina                                | –                                                                  | Vajna                            | Sobrance             | Košický kraj         | – |
| Vojňany                                  | Krieg                                                              |                                  | Kežmarok             | Prešovský kraj       | – |
| Vojtovce                                 | Vogthau                                                            | Vojtvágása                       | Stropkov             | Prešovský kraj       | – |
| Volica                                   | –                                                                  | Ökröske                          | Medzilaborce         | Prešovský kraj       | – |
| Volkovce                                 | Walkowitz                                                          | Valkóc                           | Zlaté Moravce        | Nitriansky kraj      | – |
| Voľa                                     | –                                                                  | Laborcfalva                      | Michalovce           | Košický kraj         | – |
| Voznica                                  | Woßnitz                                                            | Garamrév                         | Žarnovica            | Banskobystrický kraj | – |
| Vozokany                                 | –                                                                  | Pozsonyvezekény                  | Galanta              | Trnavský kraj        | – |
| Vozokany                                 | –                                                                  | Vágvezekény                      | Topoľčany            | Nitriansky kraj      | – |
| Vráble                                   | –                                                                  | Verebély                         | Nitra                | Nitriansky kraj      | – |
| Vrádište                                 | –                                                                  | Várköz                           | Skalica              | Trnavský kraj        | – |
| Vrakúň                                   | –                                                                  | Várkony, seit 1940 Nyékvárkony   | Dunajská Streda      | Trnavský kraj        | – |
| Vranov nad Topľou                        | Frö(h)nel/Vronau an der Töpl                                       | Varannó                          | Vranov nad Topľou    | Prešovský kraj       | hieß bis 1927 sowie von 1944 bis 1969 slowakisch nur Vranov                                                                     |
| Vrbnica                                  | –                                                                  | Füzesér                          | Michalovce           | Košický kraj         | – |
| Vrbov                                    | Menhardsdorf, Männersdorf                                          | Ménhárd                          | Kežmarok             | Prešovský kraj       | – |
| Vrbová nad Váhom                         | –                                                                  | Vágfüzes                         | Komárno              | Nitriansky kraj      | entstand 1968 aus Gebietsteilen der Gemeinden Kameničná, Martovce und Nesvady                                                   |
| Vrbovce                                  | –                                                                  | Verbóc                           | Myjava               | Trenčiansky kraj     | – |
| Vrbové                                   | Vrbau, Werbau                                                      | Verbó                            | Piešťany             | Trnavský kraj        | – |
| Vrbovka                                  | –                                                                  | Ipolyvarbó                       | Veľký Krtíš          | Banskobystrický kraj | – |
| Vrchteplá                                | –                                                                  | Felsőhéve                        | Považská Bystrica    | Trenčiansky kraj     | – |
| Vrícko                                   | Mün(n)ichwies, Mönichwies, Münich-Wiesen                           | Turócremete                      | Martin               | Žilinský kraj        | – |
| Vršatské Podhradie                       | Löwenstein                                                         | Oroszlánkő                       | Ilava                | Trenčiansky kraj     | – |
| Vrútky                                   | Rutteck                                                            | Ruttka                           | Martin               | Žilinský kraj        | hieß bis 1927 Dolné Vrútky und Horné Vrútky                                                                                     |
| Vtáčkovce                                | –                                                                  | Patacskő                         | Košice-okolie        | Košický kraj         | – |
| Výborná                                  | Bierbrunn, Bierbronn, Berbron                                      | Sörkút                           | Kežmarok             | Prešovský kraj       | – |
| Výčapy-Opatovce                          | –                                                                  | Vicsápapáti                      | Nitra                | Nitriansky kraj      | entstand nach 1882 durch die Vereinigung der Orte Opatovce und Výčapy                                                           |
| Vydrany                                  | Hodosch                                                            | Nemeshodos                       | Dunajská Streda      | Trnavský kraj        | – |
| Vydrná                                   | –                                                                  | Vidornya                         | Púchov               | Trenčiansky kraj     | – |
| Vydrník                                  | Wiedrig, Wiedernik, Wiedernig                                      | Védfalu                          | Poprad               | Prešovský kraj       | – |
| Vyhne                                    | Eisenbach                                                          | Vihnyepeszerény                  | Žiar nad Hronom      | Banskobystrický kraj | – |
| Východná                                 | –                                                                  | Vichodna                         | Liptovský Mikuláš    | Žilinský kraj        | – |
| Výrava                                   | –                                                                  | Virava                           | Medzilaborce         | Prešovský kraj       | – |
| Vysočany                                 | –                                                                  | Viszocsány                       | Bánovce nad Bebravou | Trenčiansky kraj     | – |
| Vysoká                                   | Hochberg, Hochdorf                                                 | Magaslak                         | Banská Štiavnica     | Banskobystrický kraj | – |
| Vysoká                                   | –                                                                  | Magas                            | Sabinov              | Prešovský kraj       | – |
| Vysoká nad Kysucou                       | –                                                                  | Hegyeshely                       | Čadca                | Žilinský kraj        | – |
| Vysoká nad Uhom                          | –                                                                  | Magasrév                         | Michalovce           | Košický kraj         | – |
| Vysoká pri Morave                        | Hochstetten, Hochstädten, Hochstätten                              | Nagymagasfalu                    | Malacky              | Bratislavský kraj    | hieß bis 1948 slowakisch Hochštetno                                                                                             |
| Vysoké Tatry                             | –                                                                  | –                                | Poprad               | Prešovský kraj       | wurde 1990 unter dem Namen Starý Smokovec neu gegründet, 1999 in Vysoké Tatry umbenannt                                         |
| Vyškovce                                 | –                                                                  | Viskó                            | Stropkov             | Prešovský kraj       | – |
| Vyškovce nad Ipľom                       | –                                                                  | Ipolyvisk                        | Levice               | Nitriansky kraj      | – |
| Vyšná Boca                               | Oberbotza, Botza                                                   | Királyboca, Bóczabánya           | Liptovský Mikuláš    | Žilinský kraj        | – |
| Vyšná Hutka                              | –                                                                  | Felsőhutka                       | Košice-okolie        | Košický kraj         | – |
| Vyšná Jablonka                           | –                                                                  | Felsőalmád                       | Humenné              | Prešovský kraj       | – |
| Vyšná Jedľová                            | –                                                                  | Felsőfenyves                     | Svidník              | Prešovský kraj       | – |
| Vyšná Kamenica                           | Oberkamenitz                                                       | Felsőkemence                     | Košice-okolie        | Košický kraj         | – |
| Vyšná Myšľa                              | –                                                                  | Felsőmislye                      | Košice-okolie        | Košický kraj         | – |
| Vyšná Olšava                             | –                                                                  | Felsőolsva                       | Stropkov             | Prešovský kraj       | – |
| Vyšná Pisaná                             | –                                                                  | Felsőhímes                       | Svidník              | Prešovský kraj       | – |
| Vyšná Polianka                           | –                                                                  | Felsőpagony                      | Bardejov             | Prešovský kraj       | – |
| Vyšná Rybnica                            | –                                                                  | Felsőhalas                       | Sobrance             | Košický kraj         | – |
| Vyšná Sitnica                            | –                                                                  | Felsővirányos                    | Humenné              | Prešovský kraj       | – |
| Vyšná Slaná                              | Obersalz, Obersalza                                                | Felsősajó                        | Rožňava              | Košický kraj         | – |
| Vyšná Šebastová                          | –                                                                  | Felsősebes                       | Prešov               | Prešovský kraj       | – |
| Vyšná Voľa                               | –                                                                  | Felsőszabados                    | Bardejov             | Prešovský kraj       | – |
| Vyšné Ladičkovce                         | –                                                                  | Felsőlászlófalva                 | Humenné              | Prešovský kraj       | – |
| Vyšné nad Hronom                         | –                                                                  | Nagyod                           | Levice               | Nitriansky kraj      | – |
| Vyšné Nemecké                            | –                                                                  | Felsőnémeti                      | Sobrance             | Košický kraj         | – |
| Vyšné Remety                             | –                                                                  | Jeszenőremete                    | Sobrance             | Košický kraj         | – |
| Vyšné Repaše                             | Oberripsch, Oberrepasch                                            | Felsőrépás                       | Levoča               | Prešovský kraj       | – |
| Vyšné Ružbachy                           | Oberrauschenbach                                                   | Felsőzúgó                        | Stará Ľubovňa        | Prešovský kraj       | – |
| Vyšné Valice                             | –                                                                  | Felsővály                        | Rimavská Sobota      | Banskobystrický kraj | – |
| Vyšný Čaj                                | –                                                                  | Felsőcsáj                        | Košice-okolie        | Košický kraj         | – |
| Vyšný Hrabovec                           | –                                                                  | Kisgyertyános                    | Stropkov             | Prešovský kraj       | – |
| Vyšný Hrušov                             | –                                                                  | Felsőkörtvélyes                  | Humenné              | Prešovský kraj       | – |
| Vyšný Kazimír                            | –                                                                  | Felsőkázmér                      | Vranov nad Topľou    | Prešovský kraj       | – |
| Vyšný Klátov                             | –                                                                  | Felsőtőkés                       | Košice-okolie        | Košický kraj         | – |
| Vyšný Komárnik                           | –                                                                  | Felsőkomárnok                    | Svidník              | Prešovský kraj       | – |
| Vyšný Kručov                             | –                                                                  | Krucsó                           | Bardejov             | Prešovský kraj       | – |
| Vyšný Kubín                              | Oberkubin                                                          | Felsőkubin                       | Dolný Kubín          | Žilinský kraj        | – |
| Vyšný Medzev                             | Obermetzenseifen                                                   | Felsőmecenzéf                    | Košice-okolie        | Košický kraj         | – |
| Vyšný Mirošov                            | –                                                                  | Felsőmerse                       | Svidník              | Prešovský kraj       | – |
| Vyšný Orlík                              | –                                                                  | Felsőodor                        | Svidník              | Prešovský kraj       | – |
| Vyšný Skálnik                            | –                                                                  | Felsősziklás                     | Rimavská Sobota      | Banskobystrický kraj | – |
| Vyšný Slavkov                            | Oberschlauch                                                       | Felsőszálok                      | Levoča               | Prešovský kraj       | – |
| Vyšný Tvarožec                           | –                                                                  | Felsőtaróc                       | Bardejov             | Prešovský kraj       | – |
| Vyšný Žipov                              | –                                                                  | Tapolyizsép                      | Vranov nad Topľou    | Prešovský kraj       | – |

## Z
| Städte und Gemeinden in der Slowakei – Z |                                                |                          |                      |                      | |
| Name                                     | Name                                           | Name                     | Bezirk               | Landschaftsverband   | Bemerkungen |
| slowakisch                               | deutsch                                        | ungarisch                | Bezirk               | Landschaftsverband   | Bemerkungen |
| Zábiedovo                                | –                                              | Zábidó                   | Tvrdošín             | Žilinský kraj        | hieß bis 1946 slowakisch Zábidovo |
| Záborie                                  | –                                              | Zábor                    | Martin               | Žilinský kraj        | hieß bis 1927 slowakisch Zábor |
| Záborské                                 | –                                              | Harság                   | Prešov               | Prešovský kraj       | hieß bis 1948 slowakisch Haršag, bis 1927 Haršak |
| Zádiel                                   | –                                              | Szádelő                  | Košice-okolie        | Košický kraj         | hieß bis 1927 slowakisch Zadiel |
| Zádor                                    | –                                              | Zádorháza                | Rimavská Sobota      | Banskobystrický kraj | hieß bis 1927 slowakisch Zádorčie |
| Záhor                                    | –                                              | Zahar                    | Sobrance             | Košický kraj         | – |
| Záhorce                                  | –                                              | Erdőszelestény           | Veľký Krtíš          | Banskobystrický kraj | hieß bis 1927 slowakisch auch Záhora |
| Záhorie                                  | Marchauen                                      | –                        | Malacky              | Bratislavský kraj    | 1951 als Truppenübungsplatz aus Teilen der Gemeinden Bílkove Humence, Cerová, Hlboké, Jablonica, Jablonové, Kuchyňa, Lakšárska Nová Ves, Lozorno, Malacky, Pernek, Plavecké Podhradie, Plavecký Mikuláš, Plavecký Peter, Plavecký Štvrtok, Prievaly, Rohožník, Sološnica, Studienka, Šajdíkove Humence, Veľké Leváre und Závod entstanden |
| Záhorská Ves                             | Ungeraiden, Ungereiden, Ungeraden, Unger-Eyden | Magyarfalu               | Malacky              | Bratislavský kraj    | hieß bis 1948 Uhorská Ves, bis 1927 Uhorská Ves pri Morave |
| Záhradné                                 | –                                              | Szedikert                | Prešov               | Prešovský kraj       | hieß bis 1948 slowakisch Sedikart, bis 1927 auch Šedzikart |
| Zacharovce                               | –                                              | Zeherje                  | Rimavská Sobota      | Banskobystrický kraj | – |
| Zákamenné                                | –                                              | Zákameneklin             | Námestovo            | Žilinský kraj        | hieß bis 1927 slowakisch auch Klin |
| Zákopčie                                 | –                                              | Dombelve                 | Čadca                | Žilinský kraj        | – |
| Zalaba                                   | –                                              | Zalaba                   | Levice               | Nitriansky kraj      | – |
| Zálesie                                  | –                                              | –                        | Senec                | Bratislavský kraj    | 1936 aus Teilen der Gemeinde Malinovo entstanden, hieß bis 1948 Gessayov, 1948–1960 Gešajov |
| Zálesie                                  | Giebel                                         | Gibely                   | Kežmarok             | Prešovský kraj       | hieß bis 1948 slowakisch Gibeľ |
| Zalužice                                 | –                                              | (Kis-/Nagy-)Zalacska     | Michalovce           | Košický kraj         | 1973 durch den Zusammenschluss der Orte Malé Zalužice und Veľké Zalužice entstanden |
| Zamarovce                                | –                                              | Vágzamárd                | Trenčín              | Trenčiansky kraj     | hieß bis 1927 slowakisch auch Somárovce |
| Zámutov                                  | –                                              | Opálhegy                 | Vranov nad Topľou    | Prešovský kraj       | – |
| Záriečie                                 | –                                              | Felsőzáros               | Púchov               | Trenčiansky kraj     | hieß bis 1973 slowakisch Zariečie, bis 1927 Zarieč |
| Záskalie                                 | –                                              | Sziklahát                | Považská Bystrica    | Trenčiansky kraj     | – |
| Zatín                                    | –                                              | Zétény                   | Trebišov             | Košický kraj         | hieß bis 1948 slowakisch Zétény |
| Závada                                   | –                                              | Nyitrazávod              | Topoľčany            | Nitriansky kraj      | – |
| Závada                                   | –                                              | Érújfalu                 | Veľký Krtíš          | Banskobystrický kraj | – |
| Závada                                   | –                                              | Hegyzávod                | Humenné              | Prešovský kraj       | – |
| Závadka                                  | –                                              | Homonnazávod             | Humenné              | Prešovský kraj       | – |
| Závadka                                  | Trichtbrunn                                    | Görögfalu                | Gelnica              | Košický kraj         | – |
| Závadka                                  | –                                              | Fogas                    | Michalovce           | Košický kraj         | – |
| Závadka nad Hronom                       | –                                              | Ágostonlak               | Brezno               | Banskobystrický kraj | – |
| Zavar                                    | –                                              | Zavar                    | Trnava               | Trnavský kraj        | – |
| Závažná Poruba                           | –                                              | Németporuba              | Liptovský Mikuláš    | Žilinský kraj        | hieß bis 1946 slowakisch Zavážna Poruba, bis 1927 Zavažná Poruba oder Liptovská Poruba |
| Závod                                    | –                                              | Pozsonyzávod             | Malacky              | Bratislavský kraj    | hieß bis 1927 slowakisch Závody |
| Zázrivá                                  | –                                              | Zázriva                  | Dolný Kubín          | Žilinský kraj        | – |
| Zbehňov                                  | –                                              | Zebegnyo                 | Trebišov             | Košický kraj         | – |
| Zbehy                                    | –                                              | Üzbég                    | Nitra                | Nitriansky kraj      | hieß bis 1927 slowakisch auch Izbehy |
| Zboj                                     | –                                              | Harcos                   | Snina                | Prešovský kraj       | – |
| Zbojné                                   | –                                              | (Ó-/Új-)Bajna            | Medzilaborce         | Prešovský kraj       | 1960 durch Zusammenschluss von Nižné Zbojné und Vyšné Zbojné |
| Zborov                                   | –                                              | Zboró                    | Bardejov             | Prešovský kraj       | – |
| Zborov nad Bystricou                     | –                                              | Felsőzboró               | Čadca                | Žilinský kraj        | hieß bis 1927 slowakisch Zborov |
| Zbrojníky                                | –                                              | (Alsó-/Felső-)Fegyvernek | Levice               | Nitriansky kraj      | 1944 aus den Orten Dolný Feďvernek und Horný Feďvernek entstanden, hieß bis 1948 Feďvernek |
| Zbudská Belá                             | –                                              | Izbugyabéla              | Medzilaborce         | Prešovský kraj       | hieß bis 1927 slowakisch auch Belá |
| Zbudské Dlhé                             | –                                              | Laborcmező               | Humenné              | Prešovský kraj       | hieß bis 1927 slowakisch Dlhé |
| Zbudza                                   | –                                              | Izbugya                  | Michalovce           | Košický kraj         | – |
| Zbyňov                                   | –                                              | Zebény                   | Žilina               | Žilinský kraj        | – |
| Zeleneč                                  | Silinz, Linz                                   | Szellincs                | Trnava               | Trnavský kraj        | hieß bis 1927 slowakisch Linč |
| Zemianska Olča                           | –                                              | Nemesócsa                | Komárno              | Nitriansky kraj      | hieß bis 1927 slowakisch Zemianská Oča |
| Zemianske Kostoľany                      | –                                              | Nemeskosztolány          | Prievidza            | Trenčiansky kraj     | hieß bis 1948 slowakisch Zemianske Kostolany, bis 1927 Zemanské Kostolany |
| Zemianske Podhradie                      | –                                              | Nemesvárajla             | Nové Mesto nad Váhom | Trenčiansky kraj     | hieß bis 1927 slowakisch Zemianské Podhradie |
| Zemianske Sady                           | –                                              | Nemeskürt                | Galanta              | Trnavský kraj        | hieß bis 1948 slowakisch Zemianska Kerť, bis 1927 Nemeš Kerť oder Nemeš Kurť |
| Zemiansky Vrbovok                        | –                                              | Nemesvarbók              | Krupina              | Banskobystrický kraj | hieß bis 1927 slowakisch Zemanský Vrbovok |
| Zemné                                    | –                                              | Szimő                    | Nové Zámky           | Nitriansky kraj      | – |
| Zemplín                                  | Semplin                                        | Zemplén                  | Trebišov             | Košický kraj         | – |
| Zemplínska Nová Ves                      | –                                              | –                        | Trebišov             | Košický kraj         | 1964 aus den Orten Stanča, Úpor und Zemplínsky Klečenov entstanden |
| Zemplínska Široká                        | –                                              | –                        | Michalovce           | Košický kraj         | 1960 durch den Zusammenschluss der Orte Krášok und Rebrín, hieß bis 1961 Rebrín-Krášok |
| Zemplínska Teplica                       | –                                              | Szécskeresztúr           | Trebišov             | Košický kraj         | hieß bis 1927 slowakisch Križovany oder Križanovce, 1927–1948 Kerestúr, 1948–1955 Zemplínsky Svätý Kríž |
| Zemplínske Hámre                         | –                                              | Józsefhámor              | Snina                | Prešovský kraj       | 1957 durch Ausgliederung aus Snina entstanden |
| Zemplínske Hradište                      | –                                              | Hardicsa                 | Trebišov             | Košický kraj         | hieß bis 1948 slowakisch Hardište |
| Zemplínske Jastrabie                     | –                                              | Magyarsas                | Trebišov             | Košický kraj         | hieß bis 1960 slowakisch Jastrabie, bis 1927 Jastrab |
| Zemplínske Kopčany                       | –                                              | Hegyi                    | Michalovce           | Košický kraj         | hieß bis 1979 slowakisch Kopčany |
| Zemplínsky Branč                         | –                                              | Barancs                  | Trebišov             | Košický kraj         | hieß bis 1948 slowakisch Baranč |
| Zlatá Baňa                               | –                                              | Aranybánya               | Prešov               | Prešovský kraj       | hieß bis 1927 slowakisch auch Zlaté |
| Zlatá Idka                               | Idka, Goldidka, Guldeneidten                   | Aranyida                 | Košice-okolie        | Košický kraj         | hieß bis 1927 slowakisch Zlatá Ida |
| Zlaté                                    | –                                              | Aranypataka              | Bardejov             | Prešovský kraj       | hieß bis 1927 slowakisch auch Zlatô |
| Zlaté Klasy                              | –                                              | –                        | Dunajská Streda      | Trnavský kraj        | 1960 durch Zusammenlegung der Ortschaften Čenkovce, Maslovce und Rastice entstanden |
| Zlaté Moravce                            | Goldmorawitz, Güldenmarot                      | Aranyosmarót             | Zlaté Moravce        | Nitriansky kraj      | – |
| Zlatná na Ostrove                        | Golddorf                                       | Csallóközaranyos         | Komárno              | Nitriansky kraj      | – |
| Zlatník                                  | –                                              | Aranyospatak             | Vranov nad Topľou    | Prešovský kraj       | – |
| Zlatníky                                 | –                                              | Aranyosd                 | Bánovce nad Bebravou | Trenčiansky kraj     | – |
| Zlatno                                   | –                                              | Kisaranyos               | Zlaté Moravce        | Nitriansky kraj      | – |
| Zlatno                                   | –                                              | Zlatnó                   | Poltár               | Banskobystrický kraj | 1998 aus České Brezovo ausgegliedert |
| Zliechov                                 | Glashütte                                      | Zsolt                    | Ilava                | Trenčiansky kraj     | – |
| Zohor                                    | Sachern                                        | Zohor                    | Malacky              | Bratislavský kraj    | – |
| Zombor                                   | –                                              | Zobor                    | Veľký Krtíš          | Banskobystrický kraj | – |
| Zubák                                    | –                                              | Trencsénfogas            | Púchov               | Trenčiansky kraj     | – |
| Zuberec                                  | –                                              | Zuberec                  | Tvrdošín             | Žilinský kraj        | – |
| Zubné                                    | –                                              | Tölgyeshegy              | Humenné              | Prešovský kraj       | – |
| Zubrohlava                               | –                                              | Zubrohlava               | Námestovo            | Žilinský kraj        | – |
| Zvolen                                   | Altsohl                                        | Zólyom                   | Zvolen               | Banskobystrický kraj | – |
| Zvolenská Slatina                        | Großslatina                                    | Nagyszalatna             | Zvolen               | Banskobystrický kraj | hieß bis 1927 slowakisch Velká Slatina |
| Zvončín                                  | –                                              | Harangfalva              | Trnava               | Trnavský kraj        | – |

## Ž
| Städte und Gemeinden in der Slowakei – Ž |                                                   |                       |                      |                      | |
| Name                                     | Name                                              | Name                  | Bezirk               | Landschaftsverband   | Bemerkungen |
| slowakisch                               | deutsch                                           | ungarisch             | Bezirk               | Landschaftsverband   | Bemerkungen |
| Žabokreky                                | Schabokrek                                        | Zsámbokrét            | Martin               | Žilinský kraj        | – |
| Žabokreky nad Nitrou                     | Schambokrek, Zambokrik, Zamberick                 | Nyitrazsámbokrét      | Partizánske          | Trenčiansky kraj     | hieß bis 1927 slowakisch Nitrianské Žabokreky                                                                                            |
| Žakarovce                                | Sokelsdorf, Sockelsdorf, Zakarowetz, Schakarowitz | Zakárfalva            | Gelnica              | Košický kraj         | – |
| Žakovce                                  | Eisdorf, auch Einsdorf, Aisdorf, Issak            | Izsákfalva            | Kežmarok             | Prešovský kraj       | – |
| Žalobín                                  | Schalaba                                          | Újszomotor            | Vranov nad Topľou    | Prešovský kraj       | – |
| Žarnov                                   | Scharnau                                          | Zsarnó                | Košice-okolie        | Košický kraj         | – |
| Žarnovica                                | Scharnowitz                                       | Zsarnóca              | Žarnovica            | Banskobystrický kraj | – |
| Žaškov                                   | Deutschdorf                                       | Zsaskó                | Dolný Kubín          | Žilinský kraj        | – |
| Žbince                                   | Tschöb, Zöb                                       | Nagycseb              | Michalovce           | Košický kraj         | hieß bis 1927 slowakisch Veľké Žbince, nach 1808 mit Malý Žbince vereinigt                                                               |
| Ždaňa                                    | Schaden, Schading                                 | Hernádzsadány         | Košice-okolie        | Košický kraj         | hieß bis 1945 slowakisch Ždáňa |
| Ždiar                                    | Morgenröthe, Morgensröthe                         | Zár                   | Poprad               | Prešovský kraj       | – |
| Žehňa                                    | Schegnia                                          | Zsegnye               | Prešov               | Prešovský kraj       | hieß bis 1948 slowakisch Žegňa |
| Žehra                                    | Schigra, auch Allerheiligen, Schigre              | Zsigra                | Spišská Nová Ves     | Košický kraj         | – |
| Železná Breznica                         | Eisenbach, Eisenbresnitz                          | Vaségető              | Zvolen               | Banskobystrický kraj | hieß bis 1948 slowakisch Železná Brežnica                                                                                                |
| Železník                                 | Eisenbach am Scharosch                            | Vaspataka             | Svidník              | Prešovský kraj       | – |
| Želiezovce                               | Zelis, Schellitz                                  | Zseliz                | Levice               | Nitriansky kraj      | – |
| Želmanovce                               | Schalmannsdorf, auch Schelmann                    | Zsálmány              | Svidník              | Prešovský kraj       | hieß bis 1927 slowakisch auch Zelmanovce                                                                                                 |
| Želovce                                  | Scheel                                            | Szély                 | Veľký Krtíš          | Banskobystrický kraj | hieß 1973–1980 slowakisch Žeľovce |
| Žemberovce                               | Schönberg                                         | (Alsó-/Felső-)Zsember | Levice               | Nitriansky kraj      | 1947 aus den Orten Dolné Žemberovce und Horné Žemberovce entstanden                                                                      |
| Žemliare                                 | Schemler, Schempler                               | Zsemlér               | Levice               | Nitriansky kraj      | hieß bis 1948 slowakisch Žemliary, bis 1927 auch Žemliarovce                                                                             |
| Žiar                                     | Schaar                                            | Zsár                  | Liptovský Mikuláš    | Žilinský kraj        | hieß bis 1927 slowakisch Žiár |
| Žiar                                     | Zschör                                            | Zsór                  | Revúca               | Banskobystrický kraj | hieß bis 1927 slowakisch auch Žor |
| Žiar nad Hronom                          | Heiligenkreuz an der Gran                         | Garamszentkereszt     | Žiar nad Hronom      | Banskobystrický kraj | hieß bis 1920 slowakisch Svätý Kríž, vor 1955 Svätý Kríž nad Hronom                                                                      |
| Žibritov                                 | Schöpferstellen                                   | Zsibritó              | Krupina              | Banskobystrický kraj | – |
| Žihárec                                  | Schiggard                                         | Zsigárd               | Šaľa                 | Nitriansky kraj      | hieß bis 1948 slowakisch Žigard |
| Žikava                                   | Schikwa                                           | Zsikva                | Zlaté Moravce        | Nitriansky kraj      | – |
| Žilina                                   | Sillein                                           | Zsolna                | Žilina               | Žilinský kraj        | – |
| Žíp                                      | Eischip                                           | Zsip                  | Rimavská Sobota      | Banskobystrický kraj | hieß bis 1927 slowakisch Žip oder Žipovce                                                                                                |
| Žipov                                    | Jooshau, auch Josefshau, Schippenhau              | Sárosizsép            | Prešov               | Prešovský kraj       | – |
| Žirany                                   | Schiera                                           | Zsére                 | Nitra                | Nitriansky kraj      | – |
| Žitavany                                 | –                                                 | –                     | Zlaté Moravce        | Nitriansky kraj      | entstand 1958 aus den Orten Kňažice (dt.: Kneschitz) und Opatovce nad Žitavou (dt.: Klein Opatowitz), gehörte 1975–2002 zu Zlaté Moravce |
| Žitavce                                  | Jahrmarkt                                         | Zsitvagyarmat         | Nitra                | Nitriansky kraj      | hieß bis 1948 slowakisch Ďarmoty nad Žitavou, bis 1927 Žitavské Ďarmoty                                                                  |
| Žitná-Radiša                             | Schittna-Radisch                                  | Búzás-Radosa          | Bánovce nad Bebravou | Trenčiansky kraj     | hieß bis 1961 slowakisch Žitná, wegen der Eingemeindung von Radiša (1960) umbenannt                                                      |
| Žlkovce                                  | Schulkowitz, auch Schulk, Schuk                   | Zsúk                  | Hlohovec             | Trnavský kraj        | – |
| Župčany                                  | Scheben, Schebenfall                              | Zsebefalva            | Prešov               | Prešovský kraj       | hieß bis 1927 slowakisch Žubčany |
| Župkov                                   | Schubkau                                          | Erdősurány            | Žarnovica            | Banskobystrický kraj | hieß bis 1927 slowakisch Žubkov |

Teil 2  H bis Ľ

Teil 3  M bis R

Teil 4  S bis Ž

Übersicht